# Llista de topònims de Sarrià, les Tres Torres i Vallvidrera
Llista de topònims (noms propis de lloc) dels barris administratius de Sarrià, les Tres Torres i Vallvidrera, el Tibidabo i les Planes al districte de Sarrià - Sant Gervasi de Barcelona.
Informació actualitzada per un bot. Els canvis manuals es perdran quan s'actualitzi!

## assentament humà
| imatge | Nom                 | Ubicat a                                        | instància de     | Detalls                | coordenades                                                                                              | Protecció | Commons (més fotos)         | Dades a WD                    |
| ------ | ------------------- | ----------------------------------------------- | ---------------- | ---------------------- | --- | --------- | --------------------------- | ----------------------------- |
|        | Mas Guimbau         | Barcelona Vallvidrera, el Tibidabo i les Planes | assentament humà |                        | 41° 25′ 22″ N, 2° 05′ 27″ E / 41.4228684446608°N,2.09084457073793°E                                      |           | Mas Guimbau                 | Modifica les dades a Wikidata |
|        | Rectoret            | Barcelona Vallvidrera, el Tibidabo i les Planes | assentament humà |                        | 41° 25′ 42″ N, 2° 05′ 43″ E / 41.428299901658°N,2.09541238508144°E                                       |           | Rectoret                    | Modifica les dades a Wikidata |
|        | Santa Creu d'Olorda | Barcelona Vallvidrera, el Tibidabo i les Planes | assentament humà |                        | 41° 24′ 58″ N, 2° 03′ 31″ E / 41.416021°N,2.058553°E ca:Ctra. de Santa Creu d'Olorda a Sarrià, km. 6,300 |           | Santa Creu d'Olorda (nucli) | Modifica les dades a Wikidata |
|        | Tibidabo            | Vallvidrera, el Tibidabo i les Planes           | assentament humà | Anomenat per: Tibidabo | 41° 25′ 17″ N, 2° 07′ 05″ E / 41.421381°N,2.118062°E                                                     |           | Tibidabo (nucli)            | Modifica les dades a Wikidata |

## avinguda
| imatge | Nom                           | Ubicat a                                                                             | instància de | Detalls                       | coordenades                                                            | Protecció | Commons (més fotos)     | Dades a WD                    |
| ------ | ----------------------------- | ------------------------------------------------------------------------------------ | ------------ | ----------------------------- | ---------------------------------------------------------------------- | --------- | ----------------------- | ----------------------------- |
|        | Ronda del General Mitre       | les Tres Torres Sant Gervasi-Galvany Sant Gervasi - la Bonanova el Putxet i el Farró | avinguda     | Anomenat per: Bartolomé Mitre | 41° 24′ 06″ N, 2° 08′ 13″ E / 41.40172°N,2.13681°E                     |           | Ronda del General Mitre | Modifica les dades a Wikidata |
|        | avinguda de Josep Vicenç Foix | Sarrià                                                                               | avinguda     |                               | 41° 23′ 49″ N, 2° 07′ 13″ E / 41.39705932884151°N,2.1202391344959373°E |           |                         | Modifica les dades a Wikidata |

## barri
| imatge | Nom               | Ubicat a                              | instància de | Detalls | coordenades                                                             | Protecció | Commons (més fotos) | Dades a WD                    |
| ------ | ----------------- | ------------------------------------- | ------------ | ------- | ----------------------------------------------------------------------- | --------- | ------------------- | ----------------------------- |
|        | Can Caralleu      | Sarrià                                | barri        |         | 41° 24′ 07″ N, 2° 06′ 34″ E / 41.40197313026807°N,2.109389085248458°E   |           | Can Caralleu        | Modifica les dades a Wikidata |
|        | Peu del Funicular | Sarrià                                | barri        |         | 41° 24′ 32″ N, 2° 06′ 39″ E / 41.40876096494481°N,2.110733060223209°E   |           |                     | Modifica les dades a Wikidata |
|        | Vallvidrera       | Vallvidrera, el Tibidabo i les Planes | barri        |         | 41° 24′ 54″ N, 2° 06′ 31″ E / 41.415°N,2.1086111111111°E ca:Vallvidrera |           | Vallvidrera         | Modifica les dades a Wikidata |

## carrer
| imatge | Nom                                  | Ubicat a | instància de        | Detalls                                                      | coordenades | Protecció | Commons (més fotos)       | Dades a WD                    |
| ------ | ------------------------------------ | --- | ------------------- | ------------------------------------------------------------ | --- | --------- | ------------------------- | ----------------------------- |
|        | Carrer Major de Sarrià               | Sarrià | carrer              |                                                              | 41° 23′ 57″ N, 2° 07′ 19″ E / 41.399263°N,2.122004°E                                                                           |           | Carrer Major de Sarrià    | Modifica les dades a Wikidata |
|        | avinguda de Sarrià                   | la Nova Esquerra de l'Eixample l'Antiga Esquerra de l'Eixample les Corts Sant Gervasi-Galvany les Tres Torres | carrer              | Anomenat per: Sarrià                                         | 41° 23′ 25″ N, 2° 08′ 43″ E / 41.390261111111°N,2.14515°E                                                                      |           | Avinguda de Sarrià        | Modifica les dades a Wikidata |
|        | carrer Doctor Roux                   | Barcelona les Tres Torres                                                                                     | carrer              |                                                              | 41° 24′ 02″ N, 2° 07′ 39″ E / 41.400556°N,2.1275°E                                                                             |           | Carrer Doctor Roux        | Modifica les dades a Wikidata |
|        | carrer Jordà                         | Barcelona Sarrià                                                                                              | carrer conjunt urbà |                                                              | 41° 23′ 49″ N, 2° 07′ 17″ E / 41.39698791503906°N,2.121253967285156°E ca:Carrer Jordà                                          |           | Carrer Jordà              | Modifica les dades a Wikidata |
|        | carrer d'Anglí                       | Sarrià | carrer              |                                                              | 41° 24′ 14″ N, 2° 07′ 20″ E / 41.4038977683877°N,2.122238929555174°E                                                           |           |                           | Modifica les dades a Wikidata |
|        | carrer de Rafael Batlle              | Barcelona les Tres Torres                                                                                     | carrer              |                                                              | 41° 23′ 46″ N, 2° 07′ 38″ E / 41.396°N,2.12726°E                                                                               |           | Carrer de Rafael Batlle   | Modifica les dades a Wikidata |
|        | carrer de Rosales                    | les Tres Torres                                                                                               | carrer              |                                                              | 41° 24′ 07″ N, 2° 07′ 45″ E / 41.40189°N,2.12925°E                                                                             |           | Carrer de Rosales         | Modifica les dades a Wikidata |
|        | carrer de Vidal i Quadras            | Sarrià | carrer              | Anomenat per: Josep Maria Vidal-Quadras i Villavecchia       | 41° 24′ 19″ N, 2° 06′ 53″ E / 41.40522°N,2.11469°E                                                                             |           | Carrer de Vidal i Quadras | Modifica les dades a Wikidata |
|        | carrer de la Capella de Can Caralleu | Barcelona Sarrià                                                                                              | carrer              |                                                              | 41° 24′ 08″ N, 2° 06′ 29″ E / 41.40232°N,2.10794°E                                                                             |           |                           | Modifica les dades a Wikidata |
|        | carrer del Capità Arenas             | Barcelona Sarrià Pedralbes                                                                                    | carrer              | Dedicat a: Félix Arenas Gaspar                               | 41° 23′ 29″ N, 2° 07′ 32″ E / 41.391291666667°N,2.12565°E                                                                      |           | Carrer del Capità Arenas  | Modifica les dades a Wikidata |
|        | carrer del Riu de l'Or               | Sarrià | carrer              |                                                              | 41° 23′ 38″ N, 2° 07′ 23″ E / 41.39395°N,2.12313°E                                                                             |           |                           | Modifica les dades a Wikidata |
|        | passatge de Mallofré                 | Barcelona Sarrià                                                                                              | carrer conjunt urbà |                                                              | 41° 23′ 55″ N, 2° 07′ 19″ E / 41.3985481262207°N,2.121936082839966°E ca:Carrer Major de Sarrià, 75 / Clos de Sant Francesc, 22 |           |                           | Modifica les dades a Wikidata |
|        | passeig de Manuel Girona             | Pedralbes les Tres Torres                                                                                     | carrer              | Anomenat per: Manuel Girona i Agrafel                        | 41° 23′ 29″ N, 2° 07′ 32″ E / 41.39144724717412°N,2.125589307113657°E                                                          |           | Passeig de Manuel Girona  | Modifica les dades a Wikidata |
|        | passeig de la Bonanova               | Sant Gervasi - la Bonanova les Tres Torres Sarrià                                                             | carrer              | 1864 Anomenat per: església de la Mare de Déu de la Bonanova | 41° 24′ 33″ N, 2° 08′ 05″ E / 41.4091°N,2.13477°E                                                                              |           | Passeig de la Bonanova    | Modifica les dades a Wikidata |
|        | via Augusta                          | Barcelona Sant Gervasi-Galvany Vila de Gràcia el Putxet i el Farró les Tres Torres Sarrià                     | carrer              | Anomenat per: Via Augusta                                    | 41° 23′ 55″ N, 2° 08′ 34″ E / 41.39861944°N,2.14271111°E                                                                       |           | Via Augusta, Barcelona    | Modifica les dades a Wikidata |

## casa
| imatge | Nom                                                   | Ubicat a                                                              | instància de                                                                   | Detalls                                                                                         | coordenades | Protecció                                                                                         | Commons (més fotos)                          | Dades a WD                    |
| ------ | ----------------------------------------------------- | --------------------------------------------------------------------- | ------------------------------------------------------------------------------ | ----------------------------------------------------------------------------------------------- | --- | ------------------------------------------------------------------------------------------------- | -------------------------------------------- | ----------------------------- |
|        | Ca l'Aleix                                            | Barcelona Vallvidrera, el Tibidabo i les Planes                       | casa                                                                           | Estil: arquitectura popular                                                                     | 41° 24′ 47″ N, 2° 06′ 01″ E / 41.412958°N,2.100383°E ca:Carrer Fonolleda, 14-20 / Pelfort, 21-25                                         | bé integrant del patrimoni cultural català bé amb elements d'interès bé amb protecció urbanística |                                              | Modifica les dades a Wikidata |
|        | Ca n'Algaba                                           | Sarrià - Sant Gervasi Vallvidrera, el Tibidabo i les Planes Barcelona | casa edifici residencial                                                       | Estil: modernisme català                                                                        | 41° 24′ 45″ N, 2° 06′ 11″ E / 41.4125862121582°N,2.1031711101531982°E ca:Carrer Turó, 5-7 / Casetes, 2-4                                 | bé amb protecció urbanística                                                                      |                                              | Modifica les dades a Wikidata |
|        | Cal Lot                                               | Sarrià - Sant Gervasi Sarrià                                          | casa                                                                           |                                                                                                 | 41° 23′ 51″ N, 2° 07′ 28″ E / 41.3975730021385°N,2.1243199888789°E                                                                       | bé amb elements d'interès bé amb protecció urbanística                                            | Cal Lot                                      | Modifica les dades a Wikidata |
|        | Cal Magre                                             | Sarrià - Sant Gervasi Sarrià                                          | casa                                                                           |                                                                                                 | 41° 23′ 51″ N, 2° 07′ 27″ E / 41.3975881715761°N,2.12416033862714°E                                                                      | bé amb elements d'interès bé amb protecció urbanística                                            | Cal Magre                                    | Modifica les dades a Wikidata |
|        | Can Canals-Miralles                                   | Sarrià                                                                | casa                                                                           | Estil: neoclassicisme                                                                           | 41° 23′ 54″ N, 2° 07′ 20″ E / 41.39837°N,2.12236°E ca:Major de Sarrià, 74-76 i Canet, 1-9                                                | bé cultural d'interès local                                                                       | Can Canals-Miralles                          | Modifica les dades a Wikidata |
|        | Can Llança                                            | Sarrià                                                                | casa                                                                           | Estil: arquitectura barroca                                                                     | 41° 24′ 01″ N, 2° 07′ 18″ E / 41.40015°N,2.12154°E ca:Pl. Sarrià, 12 i Major de Sarrià, 114                                              | bé cultural d'interès local                                                                       | Casa Llansà                                  | Modifica les dades a Wikidata |
|        | Can Margenat                                          | Sarrià                                                                | casa                                                                           | Estil: neogòtic                                                                                 | 41° 23′ 58″ N, 2° 07′ 17″ E / 41.399582°N,2.121523°E ca:Major de Sarrià, 97-101 i Pl. Sarrià, 10                                         | bé integrant del patrimoni cultural català bé amb protecció urbanística                           | Can Margenat (Sarrià)                        | Modifica les dades a Wikidata |
|        | Can Ponsich                                           | Sarrià                                                                | casa torre de sentinella                                                       | Arquitecte: August Font i Carreras Estil: neogòtic                                              | 41° 23′ 48″ N, 2° 07′ 08″ E / 41.396797°N,2.118865°E ca:Domínguez Miralles, 11-19 i Enric Giménez, 20-26                                 | bé cultural d'interès local                                                                       | Casa Ponsich                                 | Modifica les dades a Wikidata |
|        | Can Raventós                                          | Sarrià                                                                | casa                                                                           | Estil: arquitectura neoclàssica 19th century                                                    | 41° 23′ 46″ N, 2° 07′ 26″ E / 41.396027°N,2.123896°E ca:Bonaplata, 44-52 i Fontcoberta, 16-24                                            | bé integrant del patrimoni cultural català bé amb protecció urbanística                           | Casa Raventós                                | Modifica les dades a Wikidata |
|        | Can Vilardaga                                         | Barcelona Vallvidrera, el Tibidabo i les Planes                       | casa                                                                           | Arquitecte: Isidre Puig i Boada Estil: noucentisme 1927                                         | 41° 24′ 47″ N, 2° 06′ 15″ E / 41.41294°N,2.10419°E ca:Pl. Vallvidrera, 1                                                                 | bé integrant del patrimoni cultural català bé amb protecció urbanística                           | Can Vilardaga (Barcelona)                    | Modifica les dades a Wikidata |
|        | Casa Alemany                                          | Sarrià                                                                | casa                                                                           | Arquitecte: Joan Rubió i Bellver Estil: arquitectura modernista                                 | 41° 24′ 21″ N, 2° 07′ 11″ E / 41.405833333333°N,2.1197222222222°E ca:Carrer General Vives, 29 – Carrer Martorell i Peña, 8               | bé cultural d'interès local                                                                       | Casa Alemany                                 | Modifica les dades a Wikidata |
|        | Casa Andreu Ripol Marrugat                            | Barcelona les Tres Torres                                             | casa                                                                           | Arquitecte: Joan Rubió i Bellver Estat: enderrocat o destruït                                   | 41° 24′ 13″ N, 2° 07′ 42″ E / 41.403685°N,2.128393°E ca:Passeig Bonanova, 57 - Dalmases, 61, Barcelona                                   |                                                                                                   | Casa Andreu Ripol Marrugat                   | Modifica les dades a Wikidata |
|        | Casa Antoni Borrell i Soler                           | Barcelona Sarrià                                                      | casa                                                                           | Arquitecte: Josep Puig i Cadafalch                                                              | 41° 24′ 10″ N, 2° 07′ 24″ E / 41.402841°N,2.123369°E ca:Anglí 56, Barcelona                                                              |                                                                                                   | Casa Antoni Borrell i Soler                  | Modifica les dades a Wikidata |
|        | Casa Antoni Carbó                                     | Barcelona les Tres Torres                                             | casa                                                                           | Estil: noucentisme                                                                              | 41° 23′ 47″ N, 2° 07′ 58″ E / 41.39636°N,2.13265°E                                                                                       | bé integrant del patrimoni cultural català                                                        | Casa Antoni Carbó                            | Modifica les dades a Wikidata |
|        | Casa Barangé de Pedralbes                             | Barcelona Sarrià                                                      | casa                                                                           | Estil: racionalisme arquitectònic 1933                                                          | 41° 23′ 54″ N, 2° 06′ 59″ E / 41.39845°N,2.11627°E ca:Pl. Jaume II, 8 - c. Monestir, 22                                                  | bé integrant del patrimoni cultural català bé amb protecció urbanística                           | Casa Barangé de Pedralbes                    | Modifica les dades a Wikidata |
|        | Casa Carme Martorell                                  | Sarrià                                                                | casa                                                                           | Estil: arquitectura neoclàssica arquitectura eclèctica                                          | 41° 23′ 57″ N, 2° 07′ 14″ E / 41.39924240112305°N,2.1206400394439697°E ca:Clos de Sant Francesc, 47-49                                   | bé amb protecció urbanística                                                                      | Casa Carme Martorell                         | Modifica les dades a Wikidata |
|        | Casa Carreras-Soler                                   | Sarrià - Sant Gervasi Vallvidrera, el Tibidabo i les Planes           | casa                                                                           |                                                                                                 | 41° 24′ 42″ N, 2° 06′ 28″ E / 41.4115420783827°N,2.10770970458219°E carretera de les Aigües — 149                                        | bé amb protecció urbanística                                                                      |                                              | Modifica les dades a Wikidata |
|        | Casa Cruïlles                                         | Barcelona Vallvidrera, el Tibidabo i les Planes                       | casa                                                                           | Arquitecte: Josep Puig i Cadafalch Estil: modernisme català arquitectura modernista             | 41° 25′ 27″ N, 2° 07′ 09″ E / 41.4241°N,2.11917°E ca:Crtra. de Vallvidrera a Barcelona, 72-76 / Ctra de Vallvidrera al Tibidabo, 102-104 | bé cultural d'interès local                                                                       | Casa Cruïlles                                | Modifica les dades a Wikidata |
|        | Casa Grases                                           | Sarrià                                                                | casa                                                                           | Estil: historicisme arquitectònic                                                               | 41° 24′ 11″ N, 2° 07′ 03″ E / 41.4030647277832°N,2.117410898208618°E ca:Major de Sarrià, 189-193                                         | bé amb protecció urbanística                                                                      | Casa Grases                                  | Modifica les dades a Wikidata |
|        | Casa Jacint Compte                                    | Sarrià - Sant Gervasi Sarrià Barcelona                                | casa edifici residencial                                                       | Estil: arquitectura neoclàssica                                                                 | 41° 24′ 02″ N, 2° 07′ 14″ E / 41.40064239501953°N,2.1206369400024414°E ca:Major de Sarrià, 119                                           | bé amb elements d'interès bé amb protecció urbanística                                            | Casa Jacint Compte (Major de Sarrià, 119)    | Modifica les dades a Wikidata |
|        | Casa Jaime Salat                                      | Barcelona Vallvidrera, el Tibidabo i les Planes                       | casa                                                                           | Arquitecte: Ramon Ribera i Rodríguez                                                            | 41° 24′ 52″ N, 2° 06′ 22″ E / 41.414574°N,2.106188°E ca:Algarves, 6 - Alberes, 33, Barcelona                                             |                                                                                                   | Casa Jaime Salat                             | Modifica les dades a Wikidata |
|        | Casa Josep Oriol Canals                               | Barcelona Sarrià                                                      | casa xalet                                                                     | Arquitecte: Joan Rubió i Bellver Estat: enderrocat o destruït                                   | 41° 24′ 06″ N, 2° 07′ 22″ E / 41.401603°N,2.12285°E ca:Carrer Carrasco i Formiguera, 8-10, Barcelona                                     |                                                                                                   | Casa Josep Oriol Canals                      | Modifica les dades a Wikidata |
|        | Casa M. E.                                            | Sarrià - Sant Gervasi Vallvidrera, el Tibidabo i les Planes           | casa                                                                           | Estil: modernisme català                                                                        | 41° 25′ 06″ N, 2° 06′ 26″ E / 41.4183003818002°N,2.10724361982868°E ca:Crtra. de l'Església, 58                                          | bé amb protecció urbanística                                                                      |                                              | Modifica les dades a Wikidata |
|        | Casa Manuel Dolcet                                    | Sarrià                                                                | casa                                                                           | Arquitecte: Joan Rubió i Bellver Estil: arquitectura modernista                                 | 41° 24′ 27″ N, 2° 06′ 51″ E / 41.4075°N,2.1141666666667°E ca:Av. Vallvidrera, 44 interior                                                | bé cultural d'interès local                                                                       | Casa Manuel Dolcet                           | Modifica les dades a Wikidata |
|        | Casa Marià Farriols                                   | les Tres Torres                                                       | casa                                                                           | Estil: modernisme català                                                                        | 41° 23′ 53″ N, 2° 07′ 44″ E / 41.39812°N,2.12889°E ca:Vergós, 39-41 i Via Augusta, 30                                                    | bé amb protecció urbanística                                                                      |                                              | Modifica les dades a Wikidata |
|        | Casa Muley Afid                                       | les Tres Torres                                                       | casa                                                                           | Arquitecte: Josep Puig i Cadafalch Estil: modernisme català                                     | 41° 24′ 13″ N, 2° 07′ 45″ E / 41.40351944°N,2.12902778°E ca:Pg. Bonanova, 55 i Dalmases, 63                                              | bé cultural d'interès local                                                                       | Casa Muley Afid                              | Modifica les dades a Wikidata |
|        | Casa Orlandai                                         | Sarrià                                                                | casa edifici escolar centre cívic Ús: allotjament escola en desús centre cívic | Arquitecte: Rafael Guastavino i Moreno Estil: arquitectura eclèctica 1870                       | 41° 23′ 54″ N, 2° 07′ 28″ E / 41.39836°N,2.12458°E ca:Jaume Piquet, 23-25 i Mare de Déu de Núria, 20-22                                  | bé amb protecció urbanística                                                                      | Casa Orlandai                                | Modifica les dades a Wikidata |
|        | Casa Patxot                                           | Sarrià                                                                | casa                                                                           | Estat: enderrocat o destruït                                                                    | 41° 23′ 50″ N, 2° 06′ 55″ E / 41.39722°N,2.11518°E ca:Monestir, 12, Bisbe Català, 21-27 i Pons i Serra, 1-3                              | bé amb protecció urbanística                                                                      | Casa Patxot (Sarrià)                         | Modifica les dades a Wikidata |
|        | Casa Piera                                            | Sarrià                                                                | casa                                                                           | Arquitecte: Antoni Valls i Galí Estil: arquitectura neoclàssica 1867 Alt: 25m Superfície: 400m² | 41° 24′ 00″ N, 2° 07′ 11″ E / 41.40013°N,2.11986°E ca:Sagrat Cor, 4                                                                      |                                                                                                   | Casa Piera (Sarrià)                          | Modifica les dades a Wikidata |
|        | Casa Puig i Gairalt                                   | Barcelona Sarrià                                                      | casa                                                                           | Arquitecte: Ramon Puig i Gairalt Estil: noucentisme 20th century                                | 41° 24′ 19″ N, 2° 07′ 04″ E / 41.40533°N,2.11764°E ca:C. Granados, 3                                                                     | bé integrant del patrimoni cultural català bé amb protecció urbanística                           | Casa Puig i Gairalt                          | Modifica les dades a Wikidata |
|        | Casa Ramon Rosés de Milans                            | Barcelona Sarrià                                                      | casa                                                                           | Arquitecte: Antoni Puig i Gairalt Estil: noucentisme 1920                                       | 41° 23′ 52″ N, 2° 07′ 14″ E / 41.3977°N,2.12066°E ca:C. Duquessa d'Orleans, 11 - av. Josep Vicenç Foix, 86                               | bé integrant del patrimoni cultural català bé amb protecció urbanística                           | Casa Ramon Rosés de Milans                   | Modifica les dades a Wikidata |
|        | Casa Salvador Oliveras (I)                            | Sarrià - Sant Gervasi Sarrià Barcelona                                | casa edifici residencial                                                       | Estil: modernisme català                                                                        | 41° 24′ 20″ N, 2° 07′ 14″ E / 41.405574798583984°N,2.120682954788208°E ca:Carrer Anglí, 88                                               | bé amb elements d'interès bé amb protecció urbanística                                            |                                              | Modifica les dades a Wikidata |
|        | Casa Sastre i Marqués                                 | Sarrià                                                                | casa                                                                           | Arquitecte: Josep Puig i Cadafalch Estil: arquitectura modernista 1905                          | 41° 23′ 41″ N, 2° 07′ 17″ E / 41.394618°N,2.121402°E ca:Eduardo Conde, 44 i Cardenal Vives i Tutó, 29-35                                 | bé cultural d'interès local                                                                       | Casa Sastre i Marqués                        | Modifica les dades a Wikidata |
|        | Cases Bosch i Canet                                   | Sarrià                                                                | casa conjunt d'edificis                                                        | Estil: arquitectura popular                                                                     | 41° 23′ 54″ N, 2° 07′ 22″ E / 41.398356°N,2.122766°E ca:Canet, 4-26                                                                      | bé integrant del patrimoni cultural català bé amb protecció urbanística                           | Cases Bosch i Canet                          | Modifica les dades a Wikidata |
|        | Castell de l'Oreneta                                  | Sarrià                                                                | casa                                                                           | Estat: enderrocat o destruït                                                                    | 41° 23′ 59″ N, 2° 06′ 37″ E / 41.39963326917559°N,2.1103233966074444°E Parc del Castell de l'Oreneta                                     |                                                                                                   | Castell de l'Oreneta                         | Modifica les dades a Wikidata |
|        | Torre Mitjans                                         | Sarrià                                                                | casa                                                                           | Estil: noucentisme 1928                                                                         | 41° 24′ 00″ N, 2° 07′ 21″ E / 41.39996°N,2.12251°E ca:Menor de Sarrià, 6-8                                                               | bé integrant del patrimoni cultural català bé amb protecció urbanística                           | Torre J. Mitjans                             | Modifica les dades a Wikidata |
|        | Torre Muñoz                                           | Sarrià                                                                | casa                                                                           | Estil: noucentisme                                                                              | 41° 23′ 52″ N, 2° 07′ 06″ E / 41.3978116001339°N,2.1183033828537°E                                                                       | bé amb protecció urbanística                                                                      | Torre Muñoz (Reina Elisenda de Montcada, 15) | Modifica les dades a Wikidata |
|        | Torre i jardins de Vil·la Cecília i Amèlia            | Sarrià                                                                | casa parc                                                                      | Estil: arquitectura eclèctica 1909                                                              | 41° 23′ 37″ N, 2° 07′ 18″ E / 41.393636°N,2.121568°E ca:Pl. Cirici Pellicer, 2, Santa Amèlia, 25 i Eduardo Conde, 8-42                   | bé integrant del patrimoni cultural català bé amb protecció urbanística                           | Vil·la Cecília                               | Modifica les dades a Wikidata |
|        | Vil·la Paula                                          | Sarrià                                                                | casa                                                                           | Estil: modernisme català                                                                        | 41° 24′ 26″ N, 2° 06′ 34″ E / 41.407233333333°N,2.1095833333333°E ca:Crtra. de Sarrià a Vallvidrera, 159                                 | bé amb protecció urbanística                                                                      | Vil·la Paula                                 | Modifica les dades a Wikidata |
|        | Vil·la Paz                                            | Barcelona Sarrià                                                      | casa                                                                           | Estil: modernisme català Estat: enderrocat o destruït                                           | | bé integrant del patrimoni cultural català                                                        |                                              | Modifica les dades a Wikidata |
|        | Xalet Enric Rouquier i Ana M. Angulo Archs            | Barcelona Vallvidrera, el Tibidabo i les Planes                       | casa                                                                           | Arquitecte: Ramon Puig i Gairalt Estil: noucentisme 20th century                                | 41° 24′ 56″ N, 2° 06′ 19″ E / 41.41559°N,2.10533°E ca:C. Navarro i Reverter, 11                                                          | bé integrant del patrimoni cultural català                                                        | Xalet Enric Rouquier i Ana M. Angulo Archs   | Modifica les dades a Wikidata |
|        | casa al carrer Rector Voltà, 3                        | Sarrià - Sant Gervasi Sarrià Barcelona                                | casa edifici residencial                                                       |                                                                                                 | 41° 23′ 58″ N, 2° 07′ 16″ E / 41.39936828613281°N,2.1211729049682617°E ca:Carrer Rector Voltà, 3                                         | bé amb elements d'interès bé amb protecció urbanística                                            |                                              | Modifica les dades a Wikidata |
|        | casa plurifamiliar al carrer Major de Sarrià, 65      | Sarrià - Sant Gervasi Sarrià                                          | casa                                                                           |                                                                                                 | 41° 23′ 54″ N, 2° 07′ 20″ E / 41.3982502471728°N,2.12217035102188°E                                                                      | bé amb elements d'interès bé amb protecció urbanística                                            |                                              | Modifica les dades a Wikidata |
|        | casa unifamiliar al carrer Major de Sarrià, 159       | Sarrià - Sant Gervasi Sarrià                                          | casa                                                                           | Estil: historicisme arquitectònic                                                               | 41° 24′ 08″ N, 2° 07′ 08″ E / 41.4022833970306°N,2.11885831441395°E                                                                      | bé amb elements d'interès bé amb protecció urbanística                                            |                                              | Modifica les dades a Wikidata |
|        | casa unifamiliar al carrer Santa Magdalena Sofia, 12  | Sarrià - Sant Gervasi Sarrià                                          | casa                                                                           | Estil: arquitectura neoclàssica                                                                 | 41° 24′ 05″ N, 2° 07′ 09″ E / 41.401484080303°N,2.1191179447492°E                                                                        | bé amb elements d'interès bé amb protecció urbanística                                            |                                              | Modifica les dades a Wikidata |
|        | habitatge unifamiliar al carrer Dolors Montserdà, 2-4 | Sarrià - Sant Gervasi Sarrià                                          | casa                                                                           |                                                                                                 | 41° 24′ 04″ N, 2° 07′ 15″ E / 41.4010253110913°N,2.1207005245307°E                                                                       | bé amb elements d'interès bé amb protecció urbanística                                            |                                              | Modifica les dades a Wikidata |
|        | la Teula                                              | Vallvidrera, el Tibidabo i les Planes                                 | casa                                                                           |                                                                                                 | 41° 25′ 06″ N, 2° 05′ 55″ E / 41.418288787990136°N,2.0987455435559985°E ca:Camí de la Llenega, 9 / Camí del Cama-sec, 5                  |                                                                                                   | La Teula                                     | Modifica les dades a Wikidata |

## conjunt d'edificis
| imatge | Nom                                                     | Ubicat a                              | instància de                           | Detalls                                                                                           | coordenades                                                                                               | Protecció                                                               | Commons (més fotos)                                           | Dades a WD                    |
| ------ | ------------------------------------------------------- | ------------------------------------- | -------------------------------------- | ------------------------------------------------------------------------------------------------- | --- | ----------------------------------------------------------------------- | ------------------------------------------------------------- | ----------------------------- |
|        | Cases barates del CADCI                                 | Sarrià                                | conjunt d'edificis edifici residencial |                                                                                                   | 41° 23′ 30″ N, 2° 07′ 16″ E / 41.3916°N,2.121204°E                                                        |                                                                         | Cases barates del CADCI                                       | Modifica les dades a Wikidata |
|        | Cases barates del CADCI II                              | Sarrià                                | conjunt d'edificis edifici residencial | Estil: noucentisme                                                                                | 41° 23′ 33″ N, 2° 07′ 26″ E / 41.3926°N,2.124°E ca:Riu de l'Or, 1-15, Ifni, 2-16 i Manuel de Falla, 2A-2B | bé integrant del patrimoni cultural català bé amb protecció urbanística | Conjunt de Cases Barates de la Cooperativa d'Estatge CADCI II | Modifica les dades a Wikidata |
|        | Grup d'habitatges de les Cotxeres de Sarrià             | Sarrià                                | conjunt d'edificis edifici residencial | Arquitecte: Josep Antoni Coderch i de Sentmenat Manuel Valls i Vergés Estil: arquitectura moderna | 41° 23′ 32″ N, 2° 07′ 42″ E / 41.39225°N,2.1282°E ca:Pg. Manuel Girona, 55-75                             | bé integrant del patrimoni cultural català                              | Grup d'habitatges de les cotxeres de Sarrià                   | Modifica les dades a Wikidata |
|        | conjunt de casetes en passatge al carrer Nena Casas, 58 | Sarrià - Sant Gervasi les Tres Torres | conjunt d'edificis                     | Estil: noucentisme                                                                                | 41° 23′ 46″ N, 2° 07′ 51″ E / 41.39618°N,2.130763°E ca:C Nena Casas, 58                                   |                                                                         |                                                               | Modifica les dades a Wikidata |

## conjunt urbà
| imatge | Nom                                                  | Ubicat a                     | instància de                     | Detalls                       | coordenades                                                                                      | Protecció                    | Commons (més fotos) | Dades a WD                    |
| ------ | ---------------------------------------------------- | ---------------------------- | -------------------------------- | ----------------------------- | ------------------------------------------------------------------------------------------------ | ---------------------------- | ------------------- | ----------------------------- |
|        | Cases Antoni Castanyer                               | Barcelona Sarrià             | conjunt urbà                     | Estil: arquitectura eclèctica | 41° 24′ 31″ N, 2° 06′ 43″ E / 41.40851211547851°N,2.1119699478149414°E ca:Av. Vallvidrera, 63-71 |                              |                     | Modifica les dades a Wikidata |
|        | conjunt de cases unifamiliars al carrer Ivorra, 9-11 | Sarrià - Sant Gervasi Sarrià | conjunt urbà edifici residencial | Estil: arquitectura popular   | 41° 23′ 50″ N, 2° 07′ 23″ E / 41.39722136788°N,2.12296233252914°E                                | bé amb protecció urbanística | Ivorra, 9-11        | Modifica les dades a Wikidata |

## convent
| imatge | Nom                      | Ubicat a         | instància de | Detalls            | coordenades | Protecció | Commons (més fotos) | Dades a WD                    |
| ------ | ------------------------ | ---------------- | ------------ | ------------------ | --- | --------- | ------------------- | ----------------------------- |
|        | Caputxins de Sarrià      | Sarrià Barcelona | convent      | Estil: noucentisme | 41° 23′ 37″ N, 2° 07′ 13″ E / 41.393722°N,2.120173°E ca:Plaça de Frai Eloi de Bianya, 1 / Cardenal Vives i Tutó |           | Caputxins de Sarrià | Modifica les dades a Wikidata |
|        | Santa Maria de Jerusalem | Barcelona Sarrià | convent      |                    | 41° 24′ 37″ N, 2° 06′ 56″ E / 41.4101434238983°N,2.11542996018446°E                                             |           |                     | Modifica les dades a Wikidata |

## creu de terme
| imatge | Nom                         | Ubicat a                                                          | instància de  | Detalls                       | coordenades | Protecció                                                          | Commons (més fotos)         | Dades a WD                    |
| ------ | --------------------------- | ----------------------------------------------------------------- | ------------- | ----------------------------- | --- | ------------------------------------------------------------------ | --------------------------- | ----------------------------- |
|        | Pedró de la Creu (Sarrià)   | Sarrià                                                            | creu de terme | Estat: enderrocat o destruït  | 41° 23′ 53″ N, 2° 07′ 22″ E / 41.39796508424553°N,2.122685668427537°E                                                   |                                                                    |                             | Modifica les dades a Wikidata |
|        | creu de Llavallol           | Sant Just Desvern Barcelona Vallvidrera, el Tibidabo i les Planes | creu de terme | Estil: arquitectura eclèctica | 41° 24′ 30″ N, 2° 05′ 48″ E / 41.40832°N,2.096606°E ca:Camí Vell de Santa Creu d'Olorda                                 | bé integrant del patrimoni cultural català art públic de Barcelona | Creu d'en Llevallol         | Modifica les dades a Wikidata |
|        | creu de terme de Collserola | Vallvidrera, el Tibidabo i les Planes                             | creu de terme |                               | 41° 25′ 03″ N, 2° 06′ 46″ E / 41.417557°N,2.112858°E ca:Camí de Vallvidrera al Tibidabo, sota la torre de comunicacions | art públic de Barcelona                                            | Creu de Terme de Collserola | Modifica les dades a Wikidata |

## curs d'aigua
| imatge | Nom                     | Ubicat a                                                                  | instància de | Detalls                                                    | coordenades                                                                                              | Protecció | Commons (més fotos)  | Dades a WD                    |
| ------ | ----------------------- | ------------------------------------------------------------------------- | ------------ | ---------------------------------------------------------- | --- | --------- | -------------------- | ----------------------------- |
|        | riera de Vallvidrera    | Vallvidrera, el Tibidabo i les Planes Molins de Rei Sant Cugat del Vallès | curs d'aigua | Desemboca: Llobregat Llarg: 12km Anomenat per: Vallvidrera | 41° 25′ 03″ N, 2° 04′ 57″ E / 41.417404°N,2.082398°E 41° 25′ 03″ N, 2° 00′ 28″ E / 41.41745°N,2.007712°E |           | Riera de Vallvidrera | Modifica les dades a Wikidata |
|        | torrent de la Budellera | Vallvidrera, el Tibidabo i les Planes                                     | curs d'aigua | Desemboca: riera de Vallvidrera Llarg: 1.8km               | |           | Font de la Budellera | Modifica les dades a Wikidata |

## edifici
| imatge | Nom                                                                                      | Ubicat a                                                              | instància de                | Detalls                                                             | coordenades | Protecció                                                               | Commons (més fotos)                     | Dades a WD                    |
| ------ | ---------------------------------------------------------------------------------------- | --------------------------------------------------------------------- | --------------------------- | ------------------------------------------------------------------- | --- | ----------------------------------------------------------------------- | --------------------------------------- | ----------------------------- |
|        | Antiga Casa Serra (col·legi dels Sagrats Cors de Jesús i Maria i de l'Adoració Perpètua) | Sarrià                                                                | edifici                     |                                                                     | 41° 23′ 58″ N, 2° 07′ 06″ E / 41.3994001116808°N,2.11824726832409°E                                                               | bé amb protecció urbanística                                            |                                         | Modifica les dades a Wikidata |
|        | Bloc de Cal Totxo                                                                        | Sarrià - Sant Gervasi Vallvidrera, el Tibidabo i les Planes Barcelona | edifici edifici residencial | Estil: modernisme català arquitectura eclèctica                     | 41° 25′ 18″ N, 2° 07′ 04″ E / 41.42166519165039°N,2.1178479194641113°E ca:Camí de Cal Totxo, 12-18                                | bé amb elements d'interès bé amb protecció urbanística                  |                                         | Modifica les dades a Wikidata |
|        | Casa Llorenç Tomàs (Torre Núria)                                                         | Sarrià - Sant Gervasi Vallvidrera, el Tibidabo i les Planes Barcelona | edifici edifici residencial | Estil: modernisme català                                            | 41° 25′ 16″ N, 2° 07′ 07″ E / 41.42107009887695°N,2.118527889251709°E ca:Colònia Tibidabo, 5                                      | bé amb elements d'interès bé amb protecció urbanística                  |                                         | Modifica les dades a Wikidata |
|        | Casa Salvador Oliveras (II)                                                              | Sarrià - Sant Gervasi Sarrià Barcelona                                | edifici edifici residencial | Estil: noucentisme modernisme català                                | 41° 24′ 21″ N, 2° 07′ 11″ E / 41.405914306640625°N,2.1198570728302°E ca:Carrer General Vives, 31 / Anglí, 69                      | bé amb elements d'interès bé amb protecció urbanística                  |                                         | Modifica les dades a Wikidata |
|        | Casa Urrutia                                                                             | les Tres Torres                                                       | edifici                     | Estil: arquitectura modernista 1905                                 | 41° 23′ 52″ N, 2° 07′ 54″ E / 41.39776724748934°N,2.131596535300941°E ca:Rosari, 44 i Ângel Guimerà, 38-40                        | bé amb protecció urbanística                                            | Casa Urrutia                            | Modifica les dades a Wikidata |
|        | Casa del Sergent de la Coronela                                                          | Sarrià - Sant Gervasi Sarrià Barcelona                                | edifici edifici residencial | Estil: arquitectura neoclàssica                                     | 41° 23′ 58″ N, 2° 07′ 18″ E / 41.39946365356445°N,2.121742010116577°E ca:Carrer Major de Sarrià, 93                               | bé amb elements d'interès bé amb protecció urbanística                  | Casa del Sergent de la Coronela         | Modifica les dades a Wikidata |
|        | Casal Montserrat                                                                         | Sarrià - Sant Gervasi Vallvidrera, el Tibidabo i les Planes Barcelona | edifici edifici residencial | Estil: noucentisme                                                  | 41° 24′ 38″ N, 2° 06′ 20″ E / 41.41046524047851°N,2.105433940887451°E ca:Carrer Torre de Sant Salvador                            | bé amb protecció urbanística                                            |                                         | Modifica les dades a Wikidata |
|        | Caseta de Guarda                                                                         | Sarrià - Sant Gervasi Vallvidrera, el Tibidabo i les Planes           | edifici                     | Estil: modernisme català                                            | 41° 24′ 46″ N, 2° 07′ 09″ E / 41.4128547642242°N,2.11919359424399°E                                                               | bé amb elements d'interès bé amb protecció urbanística                  |                                         | Modifica les dades a Wikidata |
|        | Col·legi Sagrat Cor de Sarrià                                                            | Sarrià                                                                | edifici                     | Estil: historicisme arquitectònic                                   | 41° 24′ 03″ N, 2° 07′ 04″ E / 41.40089981713443°N,2.1178400516510014°E ca:Sagrat Cor, 25                                          | bé amb protecció urbanística                                            | Sagrat Cor de Sarrià                    | Modifica les dades a Wikidata |
|        | Edifici Frocelo Puig (Fundació Universitaria Sant Pau)                                   | Sarrià - Sant Gervasi Sarrià Barcelona                                | edifici edifici residencial | Estil: noucentisme                                                  | 41° 23′ 49″ N, 2° 06′ 54″ E / 41.3968505859375°N,2.1149749755859375°E ca:Bisbe Català, 19                                         | bé amb elements d'interès bé amb protecció urbanística                  |                                         | Modifica les dades a Wikidata |
|        | Edifici GISA i FGC                                                                       | Sarrià                                                                | edifici                     |                                                                     | 41° 23′ 51″ N, 2° 07′ 37″ E / 41.3974444789631°N,2.1268173824607866°E                                                             |                                                                         | Edifici Gisa i FGC                      | Modifica les dades a Wikidata |
|        | Escola Casa Nostra                                                                       | Barcelona Sarrià                                                      | edifici                     |                                                                     | 41° 24′ 21″ N, 2° 07′ 05″ E / 41.40593748661088°N,2.1179687976837163°E                                                            |                                                                         |                                         | Modifica les dades a Wikidata |
|        | Escola Els Xiprers                                                                       | Barcelona Vallvidrera, el Tibidabo i les Planes                       | edifici                     | Arquitecte: Adolf Florensa i Ferrer Estil: noucentisme 20th century | 41° 25′ 12″ N, 2° 06′ 09″ E / 41.41991°N,2.10244°E ca:Camí del Salze, 16 - ctra. de l’Església, 15, prop del Baixador Vallvidrera | bé integrant del patrimoni cultural català                              | Escola Els Xiprers (edifici)            | Modifica les dades a Wikidata |
|        | Escola Solc                                                                              | Sarrià - Sant Gervasi Sarrià                                          | edifici                     | Estil: noucentisme                                                  | 41° 24′ 31″ N, 2° 06′ 41″ E / 41.4085057390024°N,2.11126232601213°E                                                               | bé amb protecció urbanística                                            |                                         | Modifica les dades a Wikidata |
|        | Estació de Servei Campsa                                                                 | Sarrià - Sant Gervasi les Tres Torres                                 | edifici                     |                                                                     | 41° 23′ 33″ N, 2° 07′ 56″ E / 41.3925163641304°N,2.13230774026306°E                                                               | bé amb elements d'interès bé amb protecció urbanística                  | Gas station in Avinguda de Sarrià       | Modifica les dades a Wikidata |
|        | Finca Bonavista                                                                          | Barcelona Sarrià                                                      | edifici                     | Estil: arquitectura popular                                         | 41° 24′ 00″ N, 2° 06′ 46″ E / 41.3999°N,2.112768°E Parc del Castell de l'Oreneta                                                  | bé integrant del patrimoni cultural català bé amb protecció urbanística | Finca Bonavista                         | Modifica les dades a Wikidata |
|        | Fonda Pedralbes                                                                          | Sarrià                                                                | edifici                     | Estil: arquitectura popular                                         | 41° 23′ 50″ N, 2° 06′ 46″ E / 41.397139°N,2.112696°E ca:Montevideo, 29-31                                                         | bé integrant del patrimoni cultural català bé amb protecció urbanística | Torre L.G. Talleda                      | Modifica les dades a Wikidata |
|        | Ideal Pavillon                                                                           | Barcelona Vallvidrera, el Tibidabo i les Planes                       | edifici edifici d'hotel     |                                                                     | 41° 24′ 56″ N, 2° 06′ 52″ E / 41.4154494437337°N,2.11434089056931°E ca:Camí de la Font del Mont, 60B                              | bé amb elements d'interès bé amb protecció urbanística                  | Ideal Pavillon                          | Modifica les dades a Wikidata |
|        | Institut Tècnic Eulàlia (Casa Pons i Arola, antic Can Mora)                              | Sarrià - Sant Gervasi Sarrià Barcelona                                | edifici edifici residencial | Estil: historicisme arquitectònic                                   | 41° 23′ 55″ N, 2° 07′ 03″ E / 41.398677825927734°N,2.117616891860962°E ca:Pg. Reina Elisenda de Montcada, 20-22                   | bé amb elements d'interès bé amb protecció urbanística                  | Institut Tècnic Eulàlia                 | Modifica les dades a Wikidata |
|        | Pavelló de Ràdio Barcelona                                                               | Vallvidrera, el Tibidabo i les Planes                                 | edifici                     | Estil: racionalisme arquitectònic 1929                              | 41° 25′ 27″ N, 2° 07′ 10″ E / 41.42417°N,2.11952°E ca:Ctra. de Vallvidriera al Tibidabo, 101-103 506 msnm                         | bé integrant del patrimoni cultural català bé amb protecció urbanística | Pavelló de Ràdio Barcelona              | Modifica les dades a Wikidata |
|        | Sanatori Antituberculós                                                                  | Barcelona Vallvidrera, el Tibidabo i les Planes                       | edifici                     | Estil: modernisme català                                            | 41° 25′ 41″ N, 2° 05′ 53″ E / 41.428161°N,2.097924°E ca:Carrer Júpiter, 7                                                         | bé cultural d'interès local                                             | Sanatori Antituberculós del Tibidabo    | Modifica les dades a Wikidata |
|        | Torre Benita                                                                             | Sarrià - Sant Gervasi Vallvidrera, el Tibidabo i les Planes Barcelona | edifici edifici residencial | Estil: arquitectura eclèctica                                       | 41° 25′ 17″ N, 2° 07′ 06″ E / 41.42130279541016°N,2.1182820796966553°E ca:Colònia Tibidabo, 7                                     | bé amb elements d'interès bé amb protecció urbanística                  |                                         | Modifica les dades a Wikidata |
|        | Torre Pericas                                                                            | Sarrià - Sant Gervasi Sarrià                                          | edifici                     | Estil: noucentisme                                                  | 41° 24′ 14″ N, 2° 06′ 56″ E / 41.4039554974776°N,2.11563198171902°E                                                               | bé amb elements d'interès bé amb protecció urbanística                  |                                         | Modifica les dades a Wikidata |
|        | Torre Sansalvador                                                                        | Sarrià - Sant Gervasi Vallvidrera, el Tibidabo i les Planes Barcelona | edifici edifici residencial | Estil: arquitectura eclèctica                                       | 41° 24′ 43″ N, 2° 06′ 20″ E / 41.411842346191406°N,2.1054329872131348°E ca:Carrer Torre de Sant Salvador                          | bé amb protecció urbanística                                            | Torre Sansalvador                       | Modifica les dades a Wikidata |
|        | Torre Unifamiliar i Torre d'aigües                                                       | Sarrià - Sant Gervasi Sarrià Barcelona                                | edifici torre d'aigua       | Estil: historicisme arquitectònic                                   | 41° 24′ 16″ N, 2° 06′ 52″ E / 41.40458297729492°N,2.1145780086517334°E ca:Carrer Vidal i Quadras, 4                               | bé amb elements d'interès bé amb protecció urbanística                  |                                         | Modifica les dades a Wikidata |
|        | Torre Vidal i Quadras (Col·legi Dolors Monserdà-Santapau)                                | Sarrià - Sant Gervasi Sarrià Barcelona                                | edifici edifici residencial | Estil: historicisme arquitectònic                                   | 41° 24′ 17″ N, 2° 06′ 56″ E / 41.40483856201172°N,2.1156020164489746°E ca:Avinguda de Vallvidrera, 9                              | bé amb elements d'interès bé amb protecció urbanística                  |                                         | Modifica les dades a Wikidata |
|        | Torre del Comte de Godó                                                                  | Sarrià - Sant Gervasi Sarrià                                          | edifici                     | Estil: noucentisme                                                  | 41° 23′ 52″ N, 2° 07′ 05″ E / 41.3978713506731°N,2.11807471483887°E ca:passeig de la Reina Elisenda de Montcada, 17               | bé amb elements d'interès bé amb protecció urbanística                  |                                         | Modifica les dades a Wikidata |
|        | Torre dels Marquesos d'Alòs                                                              | Sarrià - Sant Gervasi Sarrià Barcelona                                | edifici edifici residencial | Estil: historicisme arquitectònic                                   | 41° 24′ 19″ N, 2° 06′ 50″ E / 41.40519332885742°N,2.113771915435791°E ca:Vidal i Quadras, 7-23                                    | bé amb elements d'interès bé amb protecció urbanística                  |                                         | Modifica les dades a Wikidata |
|        | Torre Àngel Oliva                                                                        | Sarrià - Sant Gervasi Sarrià Barcelona                                | edifici edifici residencial | Estil: modernisme català arquitectura eclèctica                     | 41° 24′ 17″ N, 2° 06′ 54″ E / 41.40459442138672°N,2.1149189472198486°E ca:Carrer Vidal i Quadras, 2                               | bé amb elements d'interès bé amb protecció urbanística                  |                                         | Modifica les dades a Wikidata |
|        | Vil·la Anita                                                                             | Barcelona Vallvidrera, el Tibidabo i les Planes                       | edifici                     | Arquitecte: Jaume Gustà i Bondia Estil: arquitectura eclèctica 1900 | 41° 24′ 38″ N, 2° 06′ 10″ E / 41.410605°N,2.102886°E ca:c/ Mont d'Orsà, 35. 08017-Barcelona                                       | bé amb elements d'interès bé amb protecció urbanística                  | Vil·la Anita (Vallvidrera)              | Modifica les dades a Wikidata |
|        | Vil·la Montserrat                                                                        | Sarrià - Sant Gervasi Vallvidrera, el Tibidabo i les Planes Barcelona | edifici edifici residencial | Estil: noucentisme modernisme català                                | 41° 25′ 18″ N, 2° 07′ 01″ E / 41.42177963256836°N,2.116914987564087°E ca:Camí de Cal Totxo, 17 / Camí de Sant Cugat, 28           | bé amb elements d'interès bé amb protecció urbanística                  | Vil·la Montserrat (Tibidabo)            | Modifica les dades a Wikidata |
|        | Vil·la Pepita                                                                            | Sarrià - Sant Gervasi Vallvidrera, el Tibidabo i les Planes           | edifici                     | Estil: modernisme català                                            | 41° 25′ 01″ N, 2° 06′ 14″ E / 41.4170270071448°N,2.10389741928611°E                                                               | bé amb protecció urbanística                                            |                                         | Modifica les dades a Wikidata |
|        | Vil·la Regina                                                                            | Sarrià - Sant Gervasi Sarrià Barcelona                                | edifici edifici residencial | Estil: historicisme arquitectònic                                   | 41° 24′ 24″ N, 2° 07′ 14″ E / 41.40667343139648°N,2.120511054992676°E ca:Carrer Plantada, 1-5                                     | bé amb elements d'interès bé amb protecció urbanística                  | Vil·la Regina                           | Modifica les dades a Wikidata |
|        | casa a Reina Elisenda de Montcada, 24                                                    | Sarrià - Sant Gervasi Sarrià Barcelona                                | edifici edifici residencial | Estil: noucentisme                                                  | 41° 23′ 53″ N, 2° 07′ 02″ E / 41.39799118041992°N,2.117180109024048°E ca:Pg. Reina Elisenda de Montcada, 24                       | bé amb elements d'interès bé amb protecció urbanística                  | Reina Elisenda de Montcada, 24          | Modifica les dades a Wikidata |
|        | edifici del Col·legi de Metges                                                           | les Tres Torres                                                       | edifici                     | Arquitecte: Robert Terradas i Via Jordi Adroer Iglesias             | 41° 24′ 15″ N, 2° 07′ 46″ E / 41.40418°N,2.12931°E ca:Pg. Bonanova, 47, Viana, 1-3 i Dalmases, 71                                 | bé integrant del patrimoni cultural català                              | Col·legi Oficial de Metges de Barcelona | Modifica les dades a Wikidata |
|        | edifici unifamiliar al carrer Dolors Montserdà, 6                                        | Sarrià - Sant Gervasi Sarrià                                          | edifici                     |                                                                     | 41° 24′ 04″ N, 2° 07′ 16″ E / 41.4011113152471°N,2.12105900374545°E                                                               | bé amb elements d'interès bé amb protecció urbanística                  |                                         | Modifica les dades a Wikidata |
|        | torre unifamiliar al carrer de Sant Pere Claver, 29-31                                   | Sarrià - Sant Gervasi Sarrià                                          | edifici                     | Estil: noucentisme                                                  | 41° 24′ 29″ N, 2° 07′ 00″ E / 41.4080799743445°N,2.11662201767962°E                                                               | bé amb elements d'interès bé amb protecció urbanística                  |                                         | Modifica les dades a Wikidata |

## edifici d'hotel
| imatge | Nom                                              | Ubicat a                                                              | instància de            | Detalls                                                   | coordenades | Protecció                    | Commons (més fotos)   | Dades a WD                    |
| ------ | ------------------------------------------------ | --------------------------------------------------------------------- | ----------------------- | --------------------------------------------------------- | --- | ---------------------------- | --------------------- | ----------------------------- |
|        | Antic Hotel Vallvidrera                          | Barcelona Vallvidrera, el Tibidabo i les Planes                       | edifici d'hotel         | Estil: noucentisme                                        | 41° 24′ 55″ N, 2° 06′ 30″ E / 41.415225982666016°N,2.108225107192993°E ca:Carrer Algarves, 19-23               |                              |                       | Modifica les dades a Wikidata |
|        | Casal l'Elèctric                                 | Barcelona Vallvidrera, el Tibidabo i les Planes Sarrià - Sant Gervasi | edifici d'hotel edifici | Estil: noucentisme                                        | 41° 25′ 43″ N, 2° 05′ 28″ E / 41.42856216430664°N,2.09102201461792°E ca:Crtra. de les Planes, 98               | bé amb protecció urbanística |                       | Modifica les dades a Wikidata |
|        | Hostal Major de Sarrià (Villa Mª de Los Angeles) | Barcelona Sarrià Sarrià - Sant Gervasi                                | edifici d'hotel edifici | Estil: historicisme arquitectònic noucentisme             | 41° 24′ 11″ N, 2° 07′ 03″ E / 41.40315628051758°N,2.117495059967041°E ca:Carrer Major de Sarrià, 185-187       | bé amb protecció urbanística |                       | Modifica les dades a Wikidata |
|        | Hotel Buenos Aires                               | Vallvidrera, el Tibidabo i les Planes                                 | edifici d'hotel         | Estil: modernisme català                                  | 41° 24′ 39″ N, 2° 06′ 11″ E / 41.410936°N,2.103153°E ca:Mont Orsà, 31-33                                       | bé amb protecció urbanística | Hotel Buenos Aires    | Modifica les dades a Wikidata |
|        | Hotel La Florida                                 | Vallvidrera, el Tibidabo i les Planes                                 | edifici d'hotel         | Arquitecte: Ramon Reventós i Farrarons Estil: noucentisme | 41° 25′ 32″ N, 2° 07′ 15″ E / 41.42548751831055°N,2.1207849979400635°E ca:Ctra. Vallvidrera al Tibidabo, 83-93 | bé amb protecció urbanística | Gran Hotel La Florida | Modifica les dades a Wikidata |

## edifici escolar
| imatge | Nom                               | Ubicat a         | instància de    | Detalls                                                                 | coordenades | Protecció                                            | Commons (més fotos)                   | Dades a WD                    |
| ------ | --------------------------------- | ---------------- | --------------- | ----------------------------------------------------------------------- | --- | ---------------------------------------------------- | ------------------------------------- | ----------------------------- |
|        | Col·legi Sagrats Cors             | Barcelona Sarrià | edifici escolar |                                                                         | 41° 24′ 19″ N, 2° 06′ 59″ E / 41.405261528089845°N,2.1164453029632573°E |                                                      |                                       | Modifica les dades a Wikidata |
|        | Col·legi de Sant Ignasi de Loiola | Sarrià           | edifici escolar | Arquitecte: Joan Martorell i Montells Estil: historicisme arquitectònic | 41° 24′ 13″ N, 2° 07′ 16″ E / 41.403611111111°N,2.1211111111111°E ca:Carrasco i Formiguera, 28-32 / Via Augusta, 380-382 / Anglí, 67 / Pl. Benet XV, 2-4 / General Vives, 28-40 | bé cultural d'interès local                          | Col·legi Sant Ignasi de Loiola        | Modifica les dades a Wikidata |
|        | Col·legi de les Teresianes        | les Tres Torres  | edifici escolar | Arquitecte: Antoni Gaudí i Cornet Estil: modernisme català neogòtic     | 41° 23′ 59″ N, 2° 08′ 00″ E / 41.399765°N,2.133198°E ca:Ganduxer, 85-105, Rda. General Mitre, 81-91, Alacant, 6-12 i Escoles-Pies, 42-48 90 msnm                                | bé d'interès cultural bé cultural d'interès nacional | Col·legi de les Teresianes, Barcelona | Modifica les dades a Wikidata |
|        | Reial Monestir de Santa Isabel    | Sarrià           | edifici escolar | Estil: neogòtic                                                         | 41° 23′ 49″ N, 2° 07′ 32″ E / 41.39685571841224°N,2.1255970001220708°E ca:Carrer Rocabertí, 12                                                                                  | bé amb protecció urbanística                         |                                       | Modifica les dades a Wikidata |

## edifici religiós
| imatge | Nom                                                          | Ubicat a                                        | instància de                         | Detalls                           | coordenades | Protecció                    | Commons (més fotos)  | Dades a WD                    |
| ------ | ------------------------------------------------------------ | ----------------------------------------------- | ------------------------------------ | --------------------------------- | --- | ---------------------------- | -------------------- | ----------------------------- |
|        | Casa Sant Felip Neri                                         | les Tres Torres Sarrià - Sant Gervasi Barcelona | edifici religiós edifici residencial | Estil: modernisme català          | 41° 23′ 44″ N, 2° 07′ 49″ E / 41.39546872544335°N,2.1302874495955484°E ca:Castellnou, 22-34 / Alt de Gironella, 15-29 / Nena Cases, 37-47 | bé amb protecció urbanística | Casa Sant Felip Neri | Modifica les dades a Wikidata |
|        | Residència de Convalescència Sant Ignasi per a Joves Obreres | Barcelona Sarrià Sarrià - Sant Gervasi          | edifici religiós edifici             | Estil: historicisme arquitectònic | 41° 24′ 12″ N, 2° 07′ 02″ E / 41.40345001220703°N,2.117248058319092°E ca:Carrer Major de Sarrià, 238                                      | bé amb protecció urbanística |                      | Modifica les dades a Wikidata |
|        | capella de les Filles de la Caritat                          | Barcelona Sarrià                                | edifici religiós                     |                                   | 41° 24′ 27″ N, 2° 06′ 56″ E / 41.40740203857422°N,2.1156721115112305°E ca:Sant Pere Claver, 17                                            |                              |                      | Modifica les dades a Wikidata |
|        | capella del col·legi de les Teresianes                       | Barcelona les Tres Torres                       | edifici religiós                     | Estil: historicisme arquitectònic | 41° 23′ 59″ N, 2° 07′ 58″ E / 41.39965057373047°N,2.1328630447387695°E ca:Ganduxer, 85                                                    |                              |                      | Modifica les dades a Wikidata |
|        | capella i casa de les Serventes de Maria                     | Barcelona Sarrià                                | edifici religiós                     | Estil: historicisme arquitectònic | 41° 23′ 54″ N, 2° 07′ 18″ E / 41.39820861816406°N,2.1216039657592773°E ca:Clos de Sant Francesc, 13-15                                    |                              |                      | Modifica les dades a Wikidata |
|        | església ortodoxa de Santa Nino                              | Barcelona Sarrià                                | edifici religiós                     |                                   | 41° 24′ 15″ N, 2° 06′ 49″ E / 41.404239654541016°N,2.1136178970336914°E ca:Passeig de Santa Eulàlia 23                                    |                              |                      | Modifica les dades a Wikidata |

## edifici residencial
| imatge | Nom                                                        | Ubicat a                                                              | instància de                            | Detalls                                                                     | coordenades | Protecció                                                                                         | Commons (més fotos)                                          | Dades a WD                    |
| ------ | ---------------------------------------------------------- | --------------------------------------------------------------------- | --------------------------------------- | --------------------------------------------------------------------------- | --- | ------------------------------------------------------------------------------------------------- | ------------------------------------------------------------ | ----------------------------- |
|        | Cal Garriga                                                | Barcelona Sarrià - Sant Gervasi Sarrià                                | edifici residencial casa                | Estil: arquitectura eclèctica                                               | 41° 23′ 51″ N, 2° 07′ 28″ E / 41.39741516113281°N,2.1244189739227295°E ca:Plaça Sant Vicenç, 11 / Carrer Mañé i Flaquer 5-7                                | bé amb elements d'interès bé amb protecció urbanística                                            | Cal Garriga                                                  | Modifica les dades a Wikidata |
|        | Cal Mandri                                                 | Sarrià                                                                | edifici residencial                     | Estil: modernisme català                                                    | 41° 24′ 10″ N, 2° 07′ 06″ E / 41.40275955200195°N,2.118349075317383°E ca:Major de Sarrià, 173                                                              | bé amb protecció urbanística                                                                      | Cal Mandri                                                   | Modifica les dades a Wikidata |
|        | Can Francesc Daura                                         | Barcelona Sarrià                                                      | edifici residencial                     | Estil: historicisme arquitectònic                                           | 41° 23′ 50″ N, 2° 07′ 18″ E / 41.39732360839844°N,2.1215639114379883°E ca:Carrer Pedró de la Creu, 41 / Carrer Jordà, 4                                    | bé amb protecció urbanística                                                                      | Can Francesc Daura                                           | Modifica les dades a Wikidata |
|        | Can Fusté i Serra                                          | Barcelona Sarrià - Sant Gervasi Vallvidrera, el Tibidabo i les Planes | edifici residencial casa                | Estil: arquitectura eclèctica noucentisme                                   | 41° 25′ 23″ N, 2° 05′ 44″ E / 41.42307662963867°N,2.095482110977173°E ca:Carrer Major del Rectoret, 18-20                                                  | bé amb protecció urbanística                                                                      |                                                              | Modifica les dades a Wikidata |
|        | Can Mumbrú                                                 | Sarrià                                                                | edifici residencial                     | Estil: arquitectura eclèctica historicisme arquitectònic                    | 41° 24′ 01″ N, 2° 07′ 16″ E / 41.40016174316406°N,2.1211600303649902°E ca:Major de Sarrià, 105 i Pare Miquel de Sarrià, 1                                  | bé amb protecció urbanística                                                                      | Can Mumbrú                                                   | Modifica les dades a Wikidata |
|        | Can Piera                                                  | Barcelona Sarrià                                                      | edifici residencial                     | Estil: noucentisme                                                          | 41° 23′ 57″ N, 2° 07′ 19″ E / 41.39922332763672°N,2.121946096420288°E ca:Carrer Major de Sarrià, 89                                                        |                                                                                                   | Can Piera                                                    | Modifica les dades a Wikidata |
|        | Can Solias                                                 | Barcelona Vallvidrera, el Tibidabo i les Planes                       | edifici residencial                     | Estil: arquitectura popular                                                 | 41° 24′ 41″ N, 2° 06′ 11″ E / 41.411262°N,2.102952°E | bé integrant del patrimoni cultural català                                                        | Can Solias                                                   | Modifica les dades a Wikidata |
|        | Casa Almirall                                              | Barcelona Sarrià - Sant Gervasi Vallvidrera, el Tibidabo i les Planes | edifici residencial casa                | Estil: arquitectura eclèctica                                               | 41° 25′ 10″ N, 2° 07′ 03″ E / 41.41935348510742°N,2.1173899173736572°E ca:Camí de Vallvidrera al Tibidabo, 39-41                                           | bé amb elements d'interès bé amb protecció urbanística                                            |                                                              | Modifica les dades a Wikidata |
|        | Casa Antoni Brosa                                          | Barcelona Sarrià                                                      | edifici residencial                     | Estil: arquitectura eclèctica                                               | 41° 24′ 17″ N, 2° 06′ 53″ E / 41.40481948852539°N,2.1147849559783936°E ca:Carrer Vidal Quadras, 4                                                          |                                                                                                   | Casa Antoni Brosa                                            | Modifica les dades a Wikidata |
|        | Casa Antoni Forcada                                        | Barcelona Sarrià                                                      | edifici residencial                     | Estil: noucentisme                                                          | 41° 23′ 54″ N, 2° 07′ 18″ E / 41.398468017578125°N,2.121535062789917°E ca:Carrer Clos de Sant Francesc, 24                                                 |                                                                                                   | Casa Antoni Forcada                                          | Modifica les dades a Wikidata |
|        | Casa Antoni Romagosa (Villa Mercedes)                      | Barcelona Vallvidrera, el Tibidabo i les Planes Sarrià - Sant Gervasi | edifici residencial casa                | Estil: noucentisme                                                          | 41° 24′ 57″ N, 2° 06′ 19″ E / 41.415809631347656°N,2.1051759719848633°E ca:Navarro Reverter, 13                                                            | bé amb protecció urbanística                                                                      |                                                              | Modifica les dades a Wikidata |
|        | Casa Benet Miralles                                        | Barcelona Sarrià                                                      | edifici residencial casa                | Estil: arquitectura eclèctica historicisme arquitectònic                    | 41° 23′ 57″ N, 2° 07′ 14″ E / 41.39918899536133°N,2.120680093765259°E ca:Carrer Clos de Sant Francesc, 45                                                  | bé d'interès documental                                                                           | Casa Benet Miralles                                          | Modifica les dades a Wikidata |
|        | Casa Cayetano Urpí                                         | Barcelona Sarrià Sarrià - Sant Gervasi                                | edifici residencial casa                | Estil: arquitectura eclèctica arquitectura neoclàssica                      | 41° 24′ 03″ N, 2° 07′ 17″ E / 41.400856018066406°N,2.121335983276367°E ca:Carrer Avió Plus Ultra, 12                                                       | bé amb elements d'interès bé amb protecció urbanística                                            | Casa Cayetano Urpí                                           | Modifica les dades a Wikidata |
|        | Casa César Doncel                                          | Barcelona Vallvidrera, el Tibidabo i les Planes                       | edifici residencial                     | Estil: modernisme català                                                    | 41° 24′ 53″ N, 2° 06′ 23″ E / 41.414703369140625°N,2.106412887573242°E ca:Alberes, 35 / Algarves, 8-10                                                     |                                                                                                   |                                                              | Modifica les dades a Wikidata |
|        | Casa Daniel Llavallol                                      | Barcelona Sarrià                                                      | edifici residencial                     | Estil: noucentisme                                                          | 41° 23′ 47″ N, 2° 07′ 23″ E / 41.39645767211914°N,2.1229441165924072°E ca:Carrer Bonaplata, 31 / Carrer Oriol Mestres, 1                                   |                                                                                                   | Casa Daniel Llavallol                                        | Modifica les dades a Wikidata |
|        | Casa Dolors Vila                                           | Barcelona les Tres Torres                                             | edifici residencial                     | Estil: modernisme català                                                    | 41° 23′ 58″ N, 2° 07′ 51″ E / 41.39947509765625°N,2.130887031555176°E ca:Vergós, 13                                                                        |                                                                                                   |                                                              | Modifica les dades a Wikidata |
|        | Casa Eulàlia Sauró                                         | Sarrià - Sant Gervasi Vallvidrera, el Tibidabo i les Planes Barcelona | edifici residencial                     | Estil: modernisme català                                                    | 41° 24′ 49″ N, 2° 06′ 16″ E / 41.41351318359375°N,2.1044809818267822°E ca:Carrer Alcalde Miralles, 14 / Església, 2-B                                      | bé amb protecció urbanística                                                                      |                                                              | Modifica les dades a Wikidata |
|        | Casa Francesc Estrada                                      | Barcelona Sarrià                                                      | edifici residencial                     | Estil: modernisme català                                                    | 41° 23′ 57″ N, 2° 07′ 24″ E / 41.39919662475586°N,2.1232309341430664°E ca:Carrer Hort de la Vila, 19                                                       |                                                                                                   | Casa Francesc Estrada                                        | Modifica les dades a Wikidata |
|        | Casa Francesc Tarragó                                      | Barcelona Sarrià                                                      | edifici residencial                     | Estil: arquitectura eclèctica                                               | 41° 24′ 08″ N, 2° 07′ 26″ E / 41.40231704711914°N,2.123878002166748°E ca:Carrer Anglí, 50                                                                  |                                                                                                   | Casa Francesc Tarragó (Anglí, 50)                            | Modifica les dades a Wikidata |
|        | Casa Frederic Sallarès                                     | Barcelona Vallvidrera, el Tibidabo i les Planes                       | edifici residencial                     | Estil: modernisme català                                                    | 41° 24′ 59″ N, 2° 06′ 17″ E / 41.41645431518555°N,2.1046650409698486°E ca:Carrer de Casafranca, 15                                                         |                                                                                                   |                                                              | Modifica les dades a Wikidata |
|        | Casa Gabriel Marimon                                       | Barcelona Sarrià Sarrià - Sant Gervasi                                | edifici residencial casa                | Estil: modernisme català                                                    | 41° 23′ 53″ N, 2° 07′ 27″ E / 41.39800262451172°N,2.1241939067840576°E ca:Carrer Jaume Piquet, 30                                                          | bé amb elements d'interès bé amb protecció urbanística                                            | Casa Gabriel Marimon                                         | Modifica les dades a Wikidata |
|        | Casa Isidre Romaní                                         | Barcelona Sarrià                                                      | edifici residencial                     | Estil: noucentisme                                                          | 41° 24′ 09″ N, 2° 07′ 25″ E / 41.40237808227539°N,2.1235499382019043°E ca:Carrer Anglí, 53 / Dolors Monserdà, 42                                           |                                                                                                   | Casa Isidre Romaní                                           | Modifica les dades a Wikidata |
|        | Casa J. L. Fàbregas                                        | Barcelona Sarrià Sarrià - Sant Gervasi                                | edifici residencial casa                | Estil: noucentisme                                                          | 41° 23′ 48″ N, 2° 06′ 53″ E / 41.39656066894531°N,2.11466908454895°E ca:Av. Espada, 2-6 / Bisbe Català 15-17                                               | bé amb elements d'interès bé amb protecció urbanística                                            |                                                              | Modifica les dades a Wikidata |
|        | Casa Jaume Vall                                            | Barcelona Sarrià                                                      | edifici residencial casa                | Estil: arquitectura eclèctica                                               | 41° 23′ 50″ N, 2° 07′ 17″ E / 41.39720916748047°N,2.121476888656616°E ca:Carrer Jordà, 4 ca:carrer Jordà, 6                                                |                                                                                                   | Casa Jaume Vall                                              | Modifica les dades a Wikidata |
|        | Casa Joan Busquets (Torre Montagut)                        | Barcelona Vallvidrera, el Tibidabo i les Planes                       | edifici residencial                     | Estil: modernisme català                                                    | 41° 24′ 52″ N, 2° 06′ 19″ E / 41.4145393371582°N,2.105212926864624°E ca:Alberes, 23                                                                        |                                                                                                   |                                                              | Modifica les dades a Wikidata |
|        | Casa Joan Cantarell                                        | Barcelona Sarrià                                                      | edifici residencial                     | Estil: arquitectura eclèctica                                               | 41° 24′ 06″ N, 2° 07′ 27″ E / 41.40165328979492°N,2.124272108078003°E ca:Passeig Bonanova, 90 / Anglí 45                                                   |                                                                                                   | Casa Joan Cantarell                                          | Modifica les dades a Wikidata |
|        | Casa Joan Miralles                                         | Barcelona Vallvidrera, el Tibidabo i les Planes Sarrià - Sant Gervasi | edifici residencial casa                | Estil: noucentisme                                                          | 41° 25′ 41″ N, 2° 05′ 31″ E / 41.427921295166016°N,2.0920419692993164°E ca:Carrer del Tren 1-7, Plaça Major del Rectoret                                   | bé amb protecció urbanística                                                                      |                                                              | Modifica les dades a Wikidata |
|        | Casa Joan Prats                                            | Barcelona Vallvidrera, el Tibidabo i les Planes                       | edifici residencial                     | Estil: modernisme català                                                    | 41° 24′ 51″ N, 2° 06′ 16″ E / 41.41420364379883°N,2.104341983795166°E ca:Carretera de l'Església, 7                                                        |                                                                                                   |                                                              | Modifica les dades a Wikidata |
|        | Casa Joan Vilagut                                          | Sarrià - Sant Gervasi Barcelona les Tres Torres                       | edifici residencial casa                | Estil: modernisme català                                                    | 41° 23′ 42″ N, 2° 07′ 58″ E / 41.394996643066406°N,2.1327309608459473°E ca:Doctor Roux, 15                                                                 | bé amb elements d'interès bé amb protecció urbanística                                            |                                                              | Modifica les dades a Wikidata |
|        | Casa Joaquim Petit (Vil·la Consol)                         | Vallvidrera, el Tibidabo i les Planes                                 | edifici residencial                     | Estil: modernisme català                                                    | 41° 24′ 46″ N, 2° 06′ 16″ E / 41.41268157958984°N,2.1044089794158936°E ca:Plaça de Vallvidrera, 9                                                          | bé amb protecció urbanística                                                                      | Vil·la Consol                                                | Modifica les dades a Wikidata |
|        | Casa Josefa Mestre                                         | Barcelona Sarrià                                                      | edifici residencial                     | Estil: arquitectura eclèctica                                               | 41° 24′ 06″ N, 2° 07′ 22″ E / 41.40166473388672°N,2.1226489543914795°E ca:Carrer Carrasco i Formiguera, 9                                                  |                                                                                                   | Casa Josefa Mestre                                           | Modifica les dades a Wikidata |
|        | Casa Josep Cañellas                                        | Barcelona Sarrià                                                      | edifici residencial                     | Estil: arquitectura eclèctica                                               | 41° 24′ 09″ N, 2° 07′ 09″ E / 41.40237045288086°N,2.11913800239563°E ca:Carrer Major de Sarrià, 196                                                        |                                                                                                   |                                                              | Modifica les dades a Wikidata |
|        | Casa Josep Ildefons Gatell                                 | Barcelona Sarrià                                                      | edifici residencial                     | Estil: arquitectura eclèctica                                               | 41° 24′ 21″ N, 2° 06′ 55″ E / 41.40570068359375°N,2.1152679920196533°E ca:Avinguda de Vallvidrera, 22                                                      |                                                                                                   | Casa Josep Ildefons Gatell                                   | Modifica les dades a Wikidata |
|        | Casa Josep Musté                                           | Barcelona Vallvidrera, el Tibidabo i les Planes                       | edifici residencial                     | Estil: arquitectura eclèctica                                               | 41° 24′ 46″ N, 2° 06′ 14″ E / 41.41266632080078°N,2.1040070056915283°E ca:Carrer Mont d'Orsà, 4                                                            |                                                                                                   |                                                              | Modifica les dades a Wikidata |
|        | Casa Josep Vilardaga                                       | Barcelona Vallvidrera, el Tibidabo i les Planes Sarrià - Sant Gervasi | edifici residencial casa                | Estil: arquitectura eclèctica                                               | 41° 24′ 46″ N, 2° 06′ 17″ E / 41.41288375854492°N,2.1047070026397705°E ca:Plaça de Vallvidrera, 6                                                          | bé amb protecció urbanística                                                                      |                                                              | Modifica les dades a Wikidata |
|        | Casa Lluís Guarro                                          | Sarrià                                                                | edifici residencial                     | Arquitecte: Antoni Puig i Gairalt Estil: noucentisme                        | 41° 23′ 54″ N, 2° 07′ 15″ E / 41.39826202392578°N,2.120750904083252°E ca:Carme Karr, 18-24 / Setantí, 10-12                                                | bé amb protecció urbanística                                                                      | Casa Lluís Guarro (Carme Karr, 18-24 - Setantí, 10-12)       | Modifica les dades a Wikidata |
|        | Casa Lluís Planella                                        | Barcelona Sarrià                                                      | edifici residencial                     | Estil: modernisme català                                                    | 41° 24′ 00″ N, 2° 07′ 16″ E / 41.399932861328125°N,2.12109899520874°E ca:Reina Elisenda de Montcada, 6                                                     |                                                                                                   | Casa Lluís Planella                                          | Modifica les dades a Wikidata |
|        | Casa Magdalena Cot de Boleda                               | Barcelona les Tres Torres                                             | edifici residencial                     | Estil: modernisme català                                                    | 41° 24′ 01″ N, 2° 07′ 52″ E / 41.400386810302734°N,2.1311120986938477°E ca:Escoles Pies, 70                                                                |                                                                                                   |                                                              | Modifica les dades a Wikidata |
|        | Casa Magnérico Puertas                                     | Barcelona Vallvidrera, el Tibidabo i les Planes                       | edifici residencial                     | Estil: modernisme català                                                    | 41° 24′ 42″ N, 2° 06′ 13″ E / 41.41153717041016°N,2.1035048961639404°E ca:Carrer Mont d'Orsà, 21                                                           |                                                                                                   |                                                              | Modifica les dades a Wikidata |
|        | Casa Maria Espinosa                                        | Barcelona Vallvidrera, el Tibidabo i les Planes                       | edifici residencial                     | Estil: modernisme català                                                    | 41° 25′ 01″ N, 2° 06′ 15″ E / 41.41694259643555°N,2.104032039642334°E ca:Crtra. de l'Església, 58                                                          |                                                                                                   |                                                              | Modifica les dades a Wikidata |
|        | Casa Maria Garreta                                         | Barcelona Sarrià                                                      | edifici residencial                     | Estil: arquitectura eclèctica                                               | 41° 24′ 13″ N, 2° 07′ 22″ E / 41.40348434448242°N,2.1227359771728516°E ca:Anglí, 62 / Margenat, 51-55                                                      |                                                                                                   | Casa Maria Garreta                                           | Modifica les dades a Wikidata |
|        | Casa Maria Quintana                                        | Sarrià                                                                | edifici residencial edifici             | Estil: historicisme arquitectònic                                           | 41° 23′ 58″ N, 2° 07′ 14″ E / 41.39934539794922°N,2.120508909225464°E ca:Clos de Sant Francesc, 51                                                         | bé amb protecció urbanística                                                                      | Casa Maria Quintana                                          | Modifica les dades a Wikidata |
|        | Casa Maria de la Concepció de Mora                         | Barcelona Vallvidrera, el Tibidabo i les Planes                       | edifici residencial                     | Estil: arquitectura eclèctica                                               | 41° 24′ 36″ N, 2° 06′ 12″ E / 41.410064697265625°N,2.1033899784088135°E ca:Ctra. de Santa Creu d'Olorda a Sarrià, 18-20                                    |                                                                                                   |                                                              | Modifica les dades a Wikidata |
|        | Casa Mont-sec                                              | Barcelona Vallvidrera, el Tibidabo i les Planes                       | edifici residencial                     | Estil: modernisme català                                                    | 41° 24′ 54″ N, 2° 06′ 18″ E / 41.41487884521485°N,2.1049070358276367°E ca:Casafranca, 6                                                                    |                                                                                                   |                                                              | Modifica les dades a Wikidata |
|        | Casa Narcís Bosch                                          | Barcelona Sarrià Sarrià - Sant Gervasi                                | edifici residencial                     | Estil: modernisme català                                                    | 41° 23′ 48″ N, 2° 06′ 55″ E / 41.39674377441406°N,2.1153969764709473°E ca:Bisbe Català, 36                                                                 | bé amb elements d'interès bé amb protecció urbanística                                            |                                                              | Modifica les dades a Wikidata |
|        | Casa Pascual del Rio                                       | Barcelona Sarrià                                                      | edifici residencial                     | Estil: noucentisme                                                          | 41° 24′ 11″ N, 2° 07′ 24″ E / 41.40299987792969°N,2.123382091522217°E ca:Anglí, 58                                                                         |                                                                                                   |                                                              | Modifica les dades a Wikidata |
|        | Casa Pelegrí Masó                                          | Barcelona Sarrià                                                      | edifici residencial                     | Estil: modernisme català                                                    | 41° 24′ 08″ N, 2° 07′ 09″ E / 41.40219497680664°N,2.1191110610961914°E ca:Carrer Major de Sarrià, 155                                                      |                                                                                                   |                                                              | Modifica les dades a Wikidata |
|        | Casa Pere Grau                                             | Barcelona les Tres Torres                                             | edifici residencial                     | Estil: modernisme català                                                    | 41° 23′ 43″ N, 2° 08′ 01″ E / 41.39520263671875°N,2.1334869861602783°E ca:José de Agulló, 8                                                                |                                                                                                   |                                                              | Modifica les dades a Wikidata |
|        | Casa Ramon Brufau                                          | Barcelona Sarrià                                                      | edifici residencial                     | Estil: arquitectura eclèctica                                               | 41° 23′ 58″ N, 2° 07′ 20″ E / 41.39934539794922°N,2.1221070289611816°E ca:Carrer Major de Sarrià, 100                                                      |                                                                                                   |                                                              | Modifica les dades a Wikidata |
|        | Casa Ramon Mumbrú                                          | Barcelona Sarrià                                                      | edifici residencial                     | Estil: arquitectura eclèctica                                               | 41° 23′ 57″ N, 2° 07′ 19″ E / 41.39928436279297°N,2.1218819618225098°E ca:Carrer Major de Sarrià, 91                                                       |                                                                                                   |                                                              | Modifica les dades a Wikidata |
|        | Casa Rita Torrens                                          | Barcelona Sarrià                                                      | edifici residencial                     | Estil: modernisme català                                                    | 41° 23′ 53″ N, 2° 07′ 23″ E / 41.39809799194336°N,2.123080015182495°E ca:Pedró de la Creu, 11                                                              |                                                                                                   | Casa Rita Torrens                                            | Modifica les dades a Wikidata |
|        | Casa Roure                                                 | Barcelona Sarrià Sarrià - Sant Gervasi                                | edifici residencial casa                | Estil: arquitectura eclèctica                                               | 41° 24′ 01″ N, 2° 07′ 12″ E / 41.400291442871094°N,2.1200549602508545°E ca:Carrer del Pare Miquel, 18                                                      | bé amb elements d'interès bé amb protecció urbanística                                            |                                                              | Modifica les dades a Wikidata |
|        | Casa Schlusche - Martin                                    | Barcelona Sarrià Sarrià - Sant Gervasi                                | edifici residencial casa                | Estil: historicisme arquitectònic arquitectura eclèctica                    | 41° 24′ 20″ N, 2° 06′ 56″ E / 41.40549087524414°N,2.1154699325561523°E ca:Avinguda de Vallvidrera, 18                                                      | bé amb protecció urbanística                                                                      |                                                              | Modifica les dades a Wikidata |
|        | Casa Teresa Casas                                          | Barcelona Sarrià                                                      | edifici residencial                     | Estil: arquitectura eclèctica                                               | 41° 24′ 20″ N, 2° 06′ 55″ E / 41.40558624267578°N,2.1153650283813477°E ca:Av. de Vallvidrera, 20                                                           |                                                                                                   |                                                              | Modifica les dades a Wikidata |
|        | Casa Teresa Crusó                                          | Barcelona Sarrià                                                      | edifici residencial                     | Estil: modernisme català                                                    | 41° 24′ 19″ N, 2° 07′ 16″ E / 41.40518569946289°N,2.121133089065552°E ca:Anglí, 82                                                                         |                                                                                                   |                                                              | Modifica les dades a Wikidata |
|        | Casa Torres Grau                                           | Barcelona Vallvidrera, el Tibidabo i les Planes                       | edifici residencial                     | Estil: noucentisme                                                          | 41° 24′ 54″ N, 2° 06′ 33″ E / 41.41506576538086°N,2.1092770099639893°E ca:Carrer Alberes, 52                                                               |                                                                                                   |                                                              | Modifica les dades a Wikidata |
|        | Casa Vicenç Murlà                                          | Barcelona Sarrià Sarrià - Sant Gervasi                                | edifici residencial casa                | Estil: arquitectura eclèctica                                               | 41° 24′ 00″ N, 2° 07′ 20″ E / 41.39988708496094°N,2.1222620010375977°E ca:Carrer Menor de Sarrià, 2                                                        | bé amb elements d'interès bé amb protecció urbanística                                            |                                                              | Modifica les dades a Wikidata |
|        | Casa de 1669                                               | Sarrià - Sant Gervasi Sarrià Barcelona                                | edifici residencial                     | Estil: arquitectura popular                                                 | 41° 24′ 01″ N, 2° 07′ 15″ E / 41.400367736816406°N,2.1209239959716797°E ca:Carrer Major de Sarrià, 109                                                     | bé amb elements d'interès bé amb protecció urbanística                                            |                                                              | Modifica les dades a Wikidata |
|        | Casa de 1694                                               | Barcelona Sarrià                                                      | edifici residencial                     |                                                                             | 41° 24′ 01″ N, 2° 07′ 17″ E / 41.40020751953125°N,2.1213669776916504°E ca:Carrer Major de Sarrià, 118                                                      |                                                                                                   |                                                              | Modifica les dades a Wikidata |
|        | Casa de Colònia Tibidabo, 8                                | Barcelona Vallvidrera, el Tibidabo i les Planes Sarrià - Sant Gervasi | edifici residencial casa                | Estil: arquitectura eclèctica noucentisme                                   | 41° 25′ 17″ N, 2° 07′ 06″ E / 41.421485900878906°N,2.1184589862823486°E ca:Colònia Tibidabo, 8                                                             | bé amb elements d'interès bé amb protecció urbanística                                            |                                                              | Modifica les dades a Wikidata |
|        | Casa del Camí de Cal Totxo, 20                             | Barcelona Vallvidrera, el Tibidabo i les Planes Sarrià - Sant Gervasi | edifici residencial casa                | Estil: modernisme català                                                    | 41° 25′ 19″ N, 2° 07′ 02″ E / 41.421913146972656°N,2.1171369552612305°E ca:Camí de Cal Totxo, 20                                                           | bé amb elements d'interès bé amb protecció urbanística                                            |                                                              | Modifica les dades a Wikidata |
|        | Cases Josep Marimon                                        | Barcelona les Tres Torres                                             | edifici residencial                     | Estil: modernisme català                                                    | 41° 23′ 43″ N, 2° 08′ 00″ E / 41.39536666870117°N,2.133435010910034°E ca:Àngel Guimerà, 3 i 5                                                              |                                                                                                   |                                                              | Modifica les dades a Wikidata |
|        | Cases Josep Portusachs                                     | Barcelona Sarrià                                                      | edifici residencial                     | Estil: arquitectura eclèctica                                               | 41° 24′ 08″ N, 2° 07′ 25″ E / 41.402244567871094°N,2.1237499713897705°E ca:Carrer Anglí, 49-51                                                             |                                                                                                   |                                                              | Modifica les dades a Wikidata |
|        | Cases Sansalvador                                          | Barcelona Vallvidrera, el Tibidabo i les Planes                       | edifici residencial                     | Estil: arquitectura eclèctica                                               | 41° 24′ 42″ N, 2° 06′ 16″ E / 41.41173553466797°N,2.104562997817993°E ca:Crtra. de Sarrià a Vallvidrera, 246                                               |                                                                                                   |                                                              | Modifica les dades a Wikidata |
|        | Cases barates del CADCI I                                  | Sarrià                                                                | edifici residencial conjunt d'edificis  | Estil: noucentisme                                                          | 41° 23′ 30″ N, 2° 07′ 16″ E / 41.3916°N,2.1211°E ca:Pg. Claudi Güell, 2-24, Ptge. Roserar, 1-23 i Eduardo Conde, 7-9                                       | bé integrant del patrimoni cultural català bé amb protecció urbanística                           | Conjunt de Cases Barates de la Cooperativa d'Estatge CADCI I | Modifica les dades a Wikidata |
|        | Cases bessones de Cal Totxo                                | Barcelona Vallvidrera, el Tibidabo i les Planes Sarrià - Sant Gervasi | edifici residencial                     | Estil: modernisme català                                                    | 41° 25′ 18″ N, 2° 07′ 02″ E / 41.421634674072266°N,2.11735200881958°E ca:Camí de Cal Totxo, 11, 13 i 15                                                    | bé amb elements d'interès bé amb protecció urbanística                                            |                                                              | Modifica les dades a Wikidata |
|        | Edifici Seida                                              | Barcelona Sarrià - Sant Gervasi les Tres Torres                       | edifici residencial                     | Estil: racionalisme arquitectònic                                           | 41° 23′ 33″ N, 2° 07′ 53″ E / 41.39247°N,2.13144°E | bé integrant del patrimoni cultural català bé amb protecció urbanística                           | Edifici Seida                                                | Modifica les dades a Wikidata |
|        | Mas Bernal                                                 | Barcelona Sarrià Sarrià - Sant Gervasi                                | edifici residencial masia               | Estil: arquitectura eclèctica                                               | 41° 24′ 06″ N, 2° 07′ 10″ E / 41.40168380737305°N,2.1195180416107178°E ca:Carrer Santa Magdalena de Sofia 4                                                | bé amb elements d'interès bé amb protecció urbanística                                            |                                                              | Modifica les dades a Wikidata |
|        | Quinta de Sant Isidre                                      | Sarrià                                                                | edifici residencial Ús: clínica         | Arquitecte: Joaquim Lloret i Homs Estil: noucentisme                        | 41° 23′ 53″ N, 2° 07′ 07″ E / 41.39810943603515°N,2.1186490058898926°E ca:Reina Elisenda de Montcada, 13 bis / Av. J.V. Foix, 63-71                        | bé amb protecció urbanística                                                                      | Casa Baltasar Garriga (Clínica Creu Blanca)                  | Modifica les dades a Wikidata |
|        | Residència Sagrada Família                                 | Barcelona Vallvidrera, el Tibidabo i les Planes                       | edifici residencial                     |                                                                             | 41° 25′ 15″ N, 2° 05′ 39″ E / 41.42084884643555°N,2.094209909439087°E ca:Carrer de la Sagrada Família, 15-21                                               |                                                                                                   |                                                              | Modifica les dades a Wikidata |
|        | Residència Santa Maria Reina (Can Carreras)                | Barcelona Sarrià Sarrià - Sant Gervasi                                | edifici residencial casa                | Estil: noucentisme                                                          | 41° 24′ 25″ N, 2° 06′ 57″ E / 41.40702819824219°N,2.115817070007324°E ca:Av. de Vallvidrera, 34 / Sant Pere Claver, 17                                     | bé amb elements d'interès bé amb protecció urbanística                                            |                                                              | Modifica les dades a Wikidata |
|        | Torre Amat                                                 | Barcelona Sarrià Sarrià - Sant Gervasi                                | edifici residencial edifici             | Estil: arquitectura eclèctica                                               | 41° 23′ 51″ N, 2° 07′ 14″ E / 41.397586822509766°N,2.120600938796997°E ca:Duquessa d'Orleans, 9                                                            | bé amb elements d'interès bé amb protecció urbanística                                            |                                                              | Modifica les dades a Wikidata |
|        | Torre Francesc Ferrer                                      | Barcelona Vallvidrera, el Tibidabo i les Planes Sarrià - Sant Gervasi | edifici residencial edifici             | Estil: arquitectura eclèctica                                               | 41° 25′ 14″ N, 2° 07′ 08″ E / 41.420597076416016°N,2.1188790798187256°E ca:Camí de Vallvidrera al Tibidabo, 55 / Camí del Totxo, 2                         | bé amb elements d'interès bé amb protecció urbanística                                            |                                                              | Modifica les dades a Wikidata |
|        | Torre Gironella (Col·legi Santa Dorotea)                   | les Tres Torres                                                       | edifici residencial Ús: edifici escolar | Estil: arquitectura neoclàssica                                             | 41° 23′ 38″ N, 2° 07′ 44″ E / 41.393898010253906°N,2.128887891769409°E ca:Pg. Sant Joan Bosco, 2-40                                                        | bé amb protecció urbanística                                                                      | Col·legi Santa Dorotea                                       | Modifica les dades a Wikidata |
|        | Torre Godó Eguia                                           | Sarrià                                                                | edifici residencial                     | Arquitecte: Enric Sagnier i Villavecchia Estil: noucentisme                 | 41° 23′ 51″ N, 2° 07′ 02″ E / 41.39755°N,2.11715°E ca:Pg. Reina Elisenda de Montcada, 21-23 / Domínguez i Miralles, 28-40                                  | bé integrant del patrimoni cultural català bé amb protecció urbanística                           | Consulate General of the United States in Barcelona          | Modifica les dades a Wikidata |
|        | Torre Josep Déu i Mata                                     | Barcelona Vallvidrera, el Tibidabo i les Planes Sarrià - Sant Gervasi | edifici residencial                     | Estil: modernisme català                                                    | 41° 24′ 49″ N, 2° 06′ 17″ E / 41.41357421875°N,2.104628086090088°E ca:Alberes, 5-7                                                                         | bé amb protecció urbanística                                                                      | Torre Josep Déu i Mata                                       | Modifica les dades a Wikidata |
|        | Torre Manuel Comamala                                      | Barcelona les Tres Torres                                             | edifici residencial                     | Estil: noucentisme                                                          | 41° 23′ 58″ N, 2° 07′ 48″ E / 41.39936828613281°N,2.130121946334839°E ca:Vergós, 16                                                                        |                                                                                                   |                                                              | Modifica les dades a Wikidata |
|        | Torre Miralluny (Torre del Moro)                           | Barcelona Vallvidrera, el Tibidabo i les Planes Sarrià - Sant Gervasi | edifici residencial edifici             | Estil: modernisme català                                                    | 41° 25′ 42″ N, 2° 06′ 35″ E / 41.428409576416016°N,2.1095950603485107°E ca:Camí del Turó del Puig, 1                                                       | bé amb elements d'interès bé amb protecció urbanística                                            |                                                              | Modifica les dades a Wikidata |
|        | Torre Rosales                                              | Barcelona Vallvidrera, el Tibidabo i les Planes                       | edifici residencial                     | Estil: modernisme català                                                    | 41° 24′ 52″ N, 2° 06′ 18″ E / 41.41448211669922°N,2.10502290725708°E ca:Carrer Alberes, 21                                                                 |                                                                                                   |                                                              | Modifica les dades a Wikidata |
|        | Torre Sant Joan Baptista                                   | Vallvidrera, el Tibidabo i les Planes                                 | edifici residencial edifici             | Arquitecte: Ramon Ribera i Rodríguez Estil: modernisme català               | 41° 24′ 53″ N, 2° 06′ 19″ E / 41.41463851928711°N,2.105386972427368°E ca:Alberes, 25                                                                       | bé amb protecció urbanística                                                                      | Torre de Sant Joan Baptista                                  | Modifica les dades a Wikidata |
|        | Torres Timoteo Montserrat                                  | Barcelona Sarrià                                                      | edifici residencial                     | Estil: noucentisme                                                          | 41° 24′ 33″ N, 2° 06′ 30″ E / 41.409080505371094°N,2.108402967453003°E ca:Carrer Carroç, 6 i 8                                                             |                                                                                                   |                                                              | Modifica les dades a Wikidata |
|        | Villa Amparito                                             | Barcelona Vallvidrera, el Tibidabo i les Planes                       | edifici residencial                     |                                                                             | 41° 24′ 51″ N, 2° 06′ 13″ E / 41.41416549682617°N,2.1034789085388184°E ca:Carrer Reis Catòlics, 7-9                                                        |                                                                                                   |                                                              | Modifica les dades a Wikidata |
|        | Villa Castell                                              | Barcelona les Tres Torres                                             | edifici residencial                     | Estil: modernisme català                                                    | 41° 23′ 42″ N, 2° 07′ 50″ E / 41.39510726928711°N,2.1306660175323486°E ca:Alt de Gironella, 18                                                             |                                                                                                   |                                                              | Modifica les dades a Wikidata |
|        | Villa Saint Georges                                        | Sarrià - Sant Gervasi Barcelona les Tres Torres                       | edifici residencial                     | Estil: noucentisme arquitectura eclèctica                                   | 41° 23′ 43″ N, 2° 08′ 01″ E / 41.395286560058594°N,2.1335580348968506°E ca:Àngel Guimerà, 1 / José de Agulló, 10                                           |                                                                                                   |                                                              | Modifica les dades a Wikidata |
|        | Vil·la Carmen (Habitatge Unifamiliar)                      | Barcelona Vallvidrera, el Tibidabo i les Planes Sarrià - Sant Gervasi | edifici residencial                     | Estil: arquitectura eclèctica modernisme català                             | 41° 25′ 15″ N, 2° 07′ 08″ E / 41.42081451416016°N,2.1190109252929688°E ca:Colònia Tibidabo, 1                                                              | bé amb elements d'interès bé amb protecció urbanística                                            |                                                              | Modifica les dades a Wikidata |
|        | Vil·la Magda                                               | Barcelona Vallvidrera, el Tibidabo i les Planes Sarrià - Sant Gervasi | edifici residencial edifici             | Estil: modernisme català                                                    | 41° 25′ 15″ N, 2° 07′ 07″ E / 41.42093276977539°N,2.1187219619750977°E ca:Colònia Tibidabo, 3                                                              | bé amb elements d'interès bé amb protecció urbanística                                            |                                                              | Modifica les dades a Wikidata |
|        | Vil·la Maria (Casa Antoni Castañer)                        | Barcelona Sarrià                                                      | edifici residencial                     | Estil: modernisme català                                                    | 41° 24′ 28″ N, 2° 06′ 43″ E / 41.40767288208008°N,2.1119089126586914°E ca:Crtra. de Sarrià a Vallvidrera, 102                                              |                                                                                                   |                                                              | Modifica les dades a Wikidata |
|        | Vil·la Turó del Mont                                       | Sarrià - Sant Gervasi Barcelona Vallvidrera, el Tibidabo i les Planes | edifici residencial edifici             | Estil: noucentisme                                                          | 41° 24′ 58″ N, 2° 06′ 50″ E / 41.41606903076172°N,2.1138150691986084°E ca:Ctra. de Vallvidrera a Barcelona, 72-76 / Ctra de Vallvidrera al Tibidabo, 14-18 | bé amb elements d'interès bé amb protecció urbanística                                            | Vil·la Turó del Mont                                         | Modifica les dades a Wikidata |
|        | casa al carrer Carrasco i Formiguera, 15                   | Barcelona Sarrià Sarrià - Sant Gervasi                                | edifici residencial edifici             | Estil: historicisme arquitectònic                                           | 41° 24′ 08″ N, 2° 07′ 20″ E / 41.40217208862305°N,2.122128963470459°E ca:Carrer Carrasco i Formiguera, 15                                                  | bé amb elements d'interès bé amb protecció urbanística                                            | Carrasco i Formiguera, 15                                    | Modifica les dades a Wikidata |
|        | casa al carrer Carrasco i Formiguera, 17                   | Barcelona Sarrià                                                      | edifici residencial                     | Estil: modernisme català                                                    | 41° 24′ 08″ N, 2° 07′ 19″ E / 41.40226745605469°N,2.122061967849731°E ca:Carrer Carrasco i Formiguera, 17                                                  |                                                                                                   | Carrasco i Formiguera, 17                                    | Modifica les dades a Wikidata |
|        | casa al carrer Carrasco i Formiguera, 19-21                | Barcelona Sarrià Sarrià - Sant Gervasi                                | edifici residencial                     | Estil: modernisme català                                                    | 41° 24′ 08″ N, 2° 07′ 19″ E / 41.402313232421875°N,2.121980905532837°E ca:Carrer Carrasco i Formiguera, 19-21                                              | bé amb elements d'interès bé amb protecció urbanística                                            | Carrasco i Formiguera, 19-21                                 | Modifica les dades a Wikidata |
|        | casa al carrer Carrasco i Formiguera, 23                   | Barcelona Sarrià                                                      | edifici residencial                     | Estil: modernisme català                                                    | 41° 24′ 09″ N, 2° 07′ 19″ E / 41.402400970458984°N,2.1219029426574707°E ca:Carrer Carrasco i Formiguera, 233                                               |                                                                                                   | Carrasco i Formiguera, 23                                    | Modifica les dades a Wikidata |
|        | casa al carrer Dolors Monserdà, 49                         | Barcelona Sarrià                                                      | edifici residencial                     | Estil: modernisme català                                                    | 41° 24′ 10″ N, 2° 07′ 26″ E / 41.40277862548828°N,2.1239540576934814°E ca:Dolors Monserdà, 49                                                              |                                                                                                   | Dolors Monserdà, 49                                          | Modifica les dades a Wikidata |
|        | casa al carrer Hort de la Vila, 22                         | Barcelona Sarrià                                                      | edifici residencial                     |                                                                             | 41° 23′ 56″ N, 2° 07′ 23″ E / 41.39895248413086°N,2.123018980026245°E ca:Carrer Hort de la Vila, 22                                                        |                                                                                                   |                                                              | Modifica les dades a Wikidata |
|        | casa al carrer Major de Sarrià, 63                         | Barcelona Sarrià Sarrià - Sant Gervasi                                | edifici residencial                     | Estil: Romanticisme                                                         | 41° 23′ 54″ N, 2° 07′ 20″ E / 41.398216247558594°N,2.122318983078003°E ca:Carrer Major de Sarrià, 63                                                       | bé amb elements d'interès bé amb protecció urbanística                                            | Major de Sarrià, 63                                          | Modifica les dades a Wikidata |
|        | casa al carrer Major de Sarrià, 87                         | Barcelona Sarrià                                                      | edifici residencial                     | Estil: arquitectura eclèctica                                               | 41° 23′ 57″ N, 2° 07′ 19″ E / 41.39910125732422°N,2.1219699382781982°E ca:Carrer Major de Sarrià, 87 / Carrer Paletes, 2                                   |                                                                                                   |                                                              | Modifica les dades a Wikidata |
|        | casa al carrer Major del Rectoret, 32-34                   | Barcelona Vallvidrera, el Tibidabo i les Planes                       | edifici residencial                     | Estil: arquitectura eclèctica                                               | 41° 25′ 26″ N, 2° 05′ 40″ E / 41.42401123046875°N,2.094511032104492°E ca:Carrer Major del Rectoret, 32-34                                                  |                                                                                                   |                                                              | Modifica les dades a Wikidata |
|        | casa al carrer Navarro Reverter, 9                         | Barcelona Vallvidrera, el Tibidabo i les Planes                       | edifici residencial                     | Estil: modernisme català                                                    | 41° 24′ 56″ N, 2° 06′ 19″ E / 41.41542053222656°N,2.1053109169006348°E ca:Navarro Reverter, 9                                                              |                                                                                                   |                                                              | Modifica les dades a Wikidata |
|        | casa de la plaça Consell de la Vila, 8                     | Barcelona Sarrià Sarrià - Sant Gervasi                                | edifici residencial casa                |                                                                             | 41° 23′ 58″ N, 2° 07′ 17″ E / 41.39944839477539°N,2.121304988861084°E ca:Plaça Consell de la Vila, 8                                                       | bé amb elements d'interès bé amb protecció urbanística                                            |                                                              | Modifica les dades a Wikidata |
|        | casa del carrer Vergós, 5                                  | Barcelona les Tres Torres                                             | edifici residencial                     | Estil: modernisme català                                                    | 41° 23′ 59″ N, 2° 07′ 52″ E / 41.39972686767578°N,2.131248950958252°E ca:Vergós, 5                                                                         |                                                                                                   |                                                              | Modifica les dades a Wikidata |
|        | cases del carrer Dalmases, 70-72                           | Barcelona les Tres Torres                                             | edifici residencial                     | Estil: modernisme català                                                    | 41° 24′ 11″ N, 2° 07′ 46″ E / 41.40312957763672°N,2.1293139457702637°E ca:Dalmases, 70-72                                                                  |                                                                                                   |                                                              | Modifica les dades a Wikidata |
|        | edifici Mitre                                              | Barcelona les Tres Torres                                             | edifici residencial                     | Arquitecte: Francesc Joan Barba i Corsini Estil: racionalisme arquitectònic | 41° 23′ 36″ N, 2° 07′ 51″ E / 41.393319°N,2.130897°E ca:Rda. General Mitre, 1-13, Barcelona                                                                | bé integrant del patrimoni cultural català bé amb elements d'interès bé amb protecció urbanística | Edifici Mitre                                                | Modifica les dades a Wikidata |
|        | edifici d'habitatges (actual Escola Milton)                | Sarrià - Sant Gervasi Sarrià                                          | edifici residencial                     |                                                                             | 41° 23′ 51″ N, 2° 07′ 26″ E / 41.397460052136°N,2.12388861109258°E                                                                                         | bé amb elements d'interès bé amb protecció urbanística                                            |                                                              | Modifica les dades a Wikidata |
|        | edifici d'habitatges al carrer Major de Sarrià, 181        | Sarrià - Sant Gervasi Sarrià                                          | edifici residencial                     |                                                                             | 41° 24′ 11″ N, 2° 07′ 04″ E / 41.4029283371784°N,2.11790564452414°E                                                                                        | bé amb elements d'interès bé amb protecció urbanística                                            |                                                              | Modifica les dades a Wikidata |
|        | edifici d'habitatges al carrer de Cornet i Mas, 10         | Sarrià - Sant Gervasi Sarrià                                          | edifici residencial                     | Estil: noucentisme                                                          | 41° 23′ 53″ N, 2° 07′ 24″ E / 41.3980851062935°N,2.1234028958918°E                                                                                         | bé amb elements d'interès bé amb protecció urbanística                                            | Cornet i Mas, 10                                             | Modifica les dades a Wikidata |
|        | edifici d'habitatges als carrers del Rosari i de Calatrava | Barcelona les Tres Torres                                             | edifici residencial                     | Estil: racionalisme arquitectònic                                           | 41° 23′ 53″ N, 2° 07′ 55″ E / 41.39805°N,2.13195°E | bé integrant del patrimoni cultural català                                                        | Calatrava 2-6 - Rosari 45                                    | Modifica les dades a Wikidata |
|        | habitatge unifamiliar al carrer Bisbe Català, 48-50        | Barcelona Sarrià Sarrià - Sant Gervasi                                | edifici residencial casa                | Estil: arquitectura eclèctica historicisme arquitectònic                    | 41° 23′ 50″ N, 2° 06′ 57″ E / 41.397159576416016°N,2.115830898284912°E ca:Bisbe Català, 48-50                                                              | bé amb elements d'interès bé amb protecció urbanística                                            | Cases Cristina Ramon                                         | Modifica les dades a Wikidata |
|        | habitatges Darder                                          | Sarrià                                                                | edifici residencial                     |                                                                             | 41° 23′ 48″ N, 2° 07′ 02″ E / 41.39674706751283°N,2.1172660589218144°E ca:carrer Doctor Francesc Darder, 18                                                |                                                                                                   |                                                              | Modifica les dades a Wikidata |

## església
| imatge | Nom                                           | Ubicat a                                        | instància de      | Detalls                                                                                    | coordenades | Protecció                                              | Commons (més fotos)                     | Dades a WD                    |
| ------ | --------------------------------------------- | ----------------------------------------------- | ----------------- | ------------------------------------------------------------------------------------------ | --- | ------------------------------------------------------ | --------------------------------------- | ----------------------------- |
|        | Capella Maria Reina                           | Barcelona Sarrià                                | església          |                                                                                            | 41° 24′ 08″ N, 2° 06′ 33″ E / 41.40236°N,2.109177°E ca:c. Guarderia, 12, Barcelona                                               |                                                        |                                         | Modifica les dades a Wikidata |
|        | Ermita de Santa Creu d'Olorda                 | Barcelona Vallvidrera, el Tibidabo i les Planes | església ermita   | Estil: arquitectura romànica                                                               | 41° 24′ 59″ N, 2° 03′ 30″ E / 41.41638889°N,2.05830556°E ca:Ctra. de Santa Creu d'Olorda a Sarrià, km. 6,300                     | bé cultural d'interès local                            | Santa Creu d'Olorda                     | Modifica les dades a Wikidata |
|        | Mare de Déu de la Salut de Vallvidrera        | Barcelona Vallvidrera, el Tibidabo i les Planes | església santuari | Estil: historicisme arquitectònic                                                          | 41° 25′ 33″ N, 2° 05′ 24″ E / 41.425744260118°N,2.09001459582341°E ca:Camí del Mas Guimbau, 29                                   |                                                        | Mare de Déu de la Salut de Vallvidrera  | Modifica les dades a Wikidata |
|        | Sant Joan de la Creu de Sarrià                | Barcelona Sarrià                                | església          |                                                                                            | 41° 24′ 31″ N, 2° 06′ 37″ E / 41.4086625310236°N,2.11028142255957°E ca:av. Vallvidrera, 75, Barcelona                            |                                                        | Sant Joan de la Creu de Sarrià          | Modifica les dades a Wikidata |
|        | Sant Ot                                       | Sarrià                                          | església          | Arquitecte: Emili Bordoy i Alcàntara Francesc Salvans 1950s                                | 41° 23′ 28″ N, 2° 07′ 21″ E / 41.3910836572298°N,2.12249430847436°E ca:Pg. Manuel Girona, 23-27 i Eduardo Conde, 1               |                                                        | Church of Sant Ot, Barcelona            | Modifica les dades a Wikidata |
|        | Santa Maria de Vallvidrera                    | Vallvidrera, el Tibidabo i les Planes           | església          | Estil: gòtic flamíger                                                                      | 41° 25′ 08″ N, 2° 05′ 58″ E / 41.418772222222°N,2.0994638888889°E ca:Ctra. Església, 93 / Camí del Cama-sec, 6-12                | bé cultural d'interès local                            | Església de Santa Maria de Vallvidrera  | Modifica les dades a Wikidata |
|        | església de Maria Auxiliadora                 | Barcelona les Tres Torres                       | església          | Estil: neogòtic                                                                            | 41° 23′ 42″ N, 2° 07′ 37″ E / 41.395043°N,2.126915°E ca:Pg. Sant Joan Bosco, 42-74                                               | bé amb elements d'interès bé amb protecció urbanística | Maria Auxiliadora church (Barcelona)    | Modifica les dades a Wikidata |
|        | església de Sant Vicenç de Sarrià             | Sarrià                                          | església          | Arquitecte: Josep Mas i Dordal Estil: arquitectura neoclàssica Anomenat per: Vicenç d'Osca | 41° 23′ 58″ N, 2° 07′ 16″ E / 41.39958°N,2.121016°E ca:Pl. Sarrià, 10 bis - plta. Roser, 2-4 - pg. Reina Elisenda de Montcada, 1 | bé cultural d'interès local                            | Església de Sant Vicenç de Sarrià       | Modifica les dades a Wikidata |
|        | església de la Verge de la Medalla Miraculosa | Barcelona Sarrià                                | església          |                                                                                            | 41° 24′ 26″ N, 2° 06′ 59″ E / 41.40711235016431°N,2.116498947143555°E ca:c. Sant Pere Claver, 17, Barcelona                      |                                                        |                                         | Modifica les dades a Wikidata |
|        | església de les Operàries Parroquials         | Barcelona Sarrià                                | església          |                                                                                            | 41° 24′ 22″ N, 2° 07′ 06″ E / 41.40612659279542°N,2.118403315544129°E ca:ptge. Torras i Bages, 1, Barcelona                      |                                                        |                                         | Modifica les dades a Wikidata |
|        | parròquia de Santa Maria de Vallvidrera       | Barcelona Vallvidrera, el Tibidabo i les Planes | església          | Estil: historicisme arquitectònic                                                          | 41° 24′ 48″ N, 2° 06′ 19″ E / 41.413409°N,2.105319°E ca:Carrer Queralt, 10                                                       |                                                        | Parròquia de Santa Maria de Vallvidrera | Modifica les dades a Wikidata |

## estació de ferrocarril
| imatge | Nom                                | Ubicat a                                                                   | instància de                                 | Detalls                                                             | coordenades                                                                              | Protecció                                              | Commons (més fotos)                  | Dades a WD                    |
| ------ | ---------------------------------- | -------------------------------------------------------------------------- | -------------------------------------------- | ------------------------------------------------------------------- | ---------------------------------------------------------------------------------------- | ------------------------------------------------------ | ------------------------------------ | ----------------------------- |
|        | Baixador de Vallvidrera            | Barcelona Vallvidrera, el Tibidabo i les Planes                            | estació de ferrocarril estació en superfície |                                                                     | 41° 25′ 11″ N, 2° 05′ 50″ E / 41.419786111111°N,2.0972888888889°E                        |                                                        | Baixador de Vallvidrera metrostation | Modifica les dades a Wikidata |
|        | Estació de Carretera de les Aigües | Barcelona Vallvidrera, el Tibidabo i les Planes                            | estació de ferrocarril                       |                                                                     | 41° 24′ 44″ N, 2° 06′ 29″ E / 41.412263888889°N,2.1081361111111°E                        |                                                        | Estació de Carretera de les Aigües   | Modifica les dades a Wikidata |
|        | Estació de Manuel Girona           | Sarrià                                                                     | estació de ferrocarril                       |                                                                     | 41° 23′ 27″ N, 2° 07′ 24″ E / 41.3909°N,2.12337°E                                        |                                                        |                                      | Modifica les dades a Wikidata |
|        | Estació de Peu del Funicular       | Barcelona Sarrià                                                           | estació de ferrocarril                       |                                                                     | 41° 24′ 33″ N, 2° 06′ 41″ E / 41.409058333333°N,2.111425°E                               |                                                        | Peu del Funicular metrostation       | Modifica les dades a Wikidata |
|        | Estació de Plaça doctor Andreu     | Barcelona Sant Gervasi - la Bonanova Vallvidrera, el Tibidabo i les Planes | estació de ferrocarril                       |                                                                     | 41° 24′ 58″ N, 2° 07′ 52″ E / 41.4162°N,2.13117°E ca:Plaça del Doctor Andreu             |                                                        |                                      | Modifica les dades a Wikidata |
|        | Estació de Prat de la Riba         | les Tres Torres                                                            | estació de ferrocarril                       |                                                                     | 41° 23′ 37″ N, 2° 07′ 41″ E / 41.39348°N,2.12819°E                                       |                                                        |                                      | Modifica les dades a Wikidata |
|        | Estació de Vallvidrera-Superior    | Barcelona Vallvidrera, el Tibidabo i les Planes                            | estació de ferrocarril edifici               | Arquitecte: Bonaventura Conill i Montobbio Estil: modernisme català | 41° 24′ 51″ N, 2° 06′ 20″ E / 41.414194°N,2.105641°E ca:Carrer Queralt, 20 / Alberes, 14 | bé cultural d'interès local                            | Estació de Vallvidrera Superior      | Modifica les dades a Wikidata |
|        | Estació de les Planes              | Barcelona Vallvidrera, el Tibidabo i les Planes                            | estació de ferrocarril estació en superfície | Estil: modernisme català                                            | 41° 25′ 39″ N, 2° 05′ 29″ E / 41.427397222222°N,2.0915°E ca:Ctra. de les Planes, 58-96   | bé amb elements d'interès bé amb protecció urbanística | Les Planes train station             | Modifica les dades a Wikidata |

## estació de metro
| imatge | Nom                        | Ubicat a                  | instància de                       | Detalls                       | coordenades                                                                              | Protecció | Commons (més fotos)          | Dades a WD                    |
| ------ | -------------------------- | ------------------------- | ---------------------------------- | ----------------------------- | ---------------------------------------------------------------------------------------- | --------- | ---------------------------- | ----------------------------- |
|        | Estació de Reina Elisenda  | Sarrià                    | estació de metro estació soterrada | 1976                          | 41° 23′ 56″ N, 2° 07′ 09″ E / 41.3988°N,2.11917°E                                        |           | Reina Elisenda metrostation  | Modifica les dades a Wikidata |
|        | Estació de Sarrià          | Sarrià                    | estació de metro estació soterrada | Anomenat per: Sarrià          | 41° 23′ 55″ N, 2° 07′ 31″ E / 41.398611°N,2.125278°E via Augusta — 313 via Augusta — 324 |           | Sarrià metrostation          | Modifica les dades a Wikidata |
|        | Estació de les Tres Torres | Barcelona les Tres Torres | estació de metro estació soterrada | Anomenat per: les Tres Torres | 41° 23′ 51″ N, 2° 07′ 52″ E / 41.39761°N,2.13118°E                                       |           | Les Tres Torres metrostation | Modifica les dades a Wikidata |

## estructura arquitectònica
| imatge | Nom                           | Ubicat a                                        | instància de              | Detalls                           | coordenades                                                                                        | Protecció | Commons (més fotos) | Dades a WD                    |
| ------ | ----------------------------- | ----------------------------------------------- | ------------------------- | --------------------------------- | -------------------------------------------------------------------------------------------------- | --------- | ------------------- | ----------------------------- |
|        | Creu del Camí del Mas Guimbau | Barcelona Vallvidrera, el Tibidabo i les Planes | estructura arquitectònica | Estil: historicisme arquitectònic | 41° 25′ 33″ N, 2° 05′ 22″ E / 41.42578887939453°N,2.0895578861236572°E ca:Camí del Mas Guimbau, 29 |           |                     | Modifica les dades a Wikidata |
|        | Creu del Puig d'Olorda        | Vallvidrera, el Tibidabo i les Planes           | estructura arquitectònica |                                   | 41° 24′ 45″ N, 2° 03′ 19″ E / 41.412471771240234°N,2.0552000999450684°E Puig d'Olorda              |           |                     | Modifica les dades a Wikidata |
|        | Mercat de Vallvidrera         | Barcelona Vallvidrera, el Tibidabo i les Planes | estructura arquitectònica |                                   | 41° 24′ 50″ N, 2° 06′ 15″ E / 41.41389465332031°N,2.104245901107788°E ca:Carrer Reis Catòlics, 2   |           |                     | Modifica les dades a Wikidata |

## font
| imatge | Nom                           | Ubicat a                                        | instància de | Detalls                                                           | coordenades | Protecció                                                               | Commons (més fotos)                | Dades a WD                    |
| ------ | ----------------------------- | ----------------------------------------------- | ------------ | ----------------------------------------------------------------- | --- | ----------------------------------------------------------------------- | ---------------------------------- | ----------------------------- |
|        | font de Can Llevallol         | Vallvidrera, el Tibidabo i les Planes           | font         | Anomenat per: Can Llevallol                                       | 41° 24′ 35″ N, 2° 05′ 38″ E / 41.40958694119528°N,2.0939480635950276°E                                                                         |                                                                         | Font de Can Llevallol (Collserola) | Modifica les dades a Wikidata |
|        | font de Sant Ramon            | Barcelona Vallvidrera, el Tibidabo i les Planes | font         |                                                                   | 41° 24′ 57″ N, 2° 06′ 11″ E / 41.4159°N,2.10311°E Vallvidrera 300 msnm                                                                         |                                                                         |                                    | Modifica les dades a Wikidata |
|        | font de Sant Vicenç de Sarrià | Sarrià                                          | font         |                                                                   | 41° 23′ 50″ N, 2° 07′ 27″ E / 41.39735°N,2.12422°E plaça de Sant Vicenç                                                                        | art públic de Barcelona bé amb protecció urbanística                    | Font de Sant Vicenç de Sarrià      | Modifica les dades a Wikidata |
|        | font de Santa Margarida       | Vallvidrera, el Tibidabo i les Planes           | font         |                                                                   | 41° 24′ 23″ N, 2° 04′ 18″ E / 41.40645652141662°N,2.071636319160462°E                                                                          |                                                                         | Font de Santa Margarida            | Modifica les dades a Wikidata |
|        | font de la Budellera          | Vallvidrera, el Tibidabo i les Planes           | font parc    | Arquitecte: Jean Claude Nicolas Forestier Estil: noucentisme 1918 | 41° 25′ 10″ N, 2° 06′ 45″ E / 41.41939°N,2.11248°E ca:Ctra. de l’Església, 72 / Parc de la Bulledera, 22 / Camí Vallvidrera al Tibidabo, 25-27 | bé integrant del patrimoni cultural català bé amb protecció urbanística | Font de la Budellera               | Modifica les dades a Wikidata |
|        | font de la Manigua            | Vallvidrera, el Tibidabo i les Planes           | font         |                                                                   | 41° 25′ 15″ N, 2° 05′ 44″ E / 41.4207909°N,2.0956159°E 250 msnm                                                                                |                                                                         | Font de la Manigua                 | Modifica les dades a Wikidata |
|        | font del Canet                | Barcelona Vallvidrera, el Tibidabo i les Planes | font         |                                                                   | 41° 25′ 27″ N, 2° 06′ 56″ E / 41.42427079823947°N,2.1154455415166913°E                                                                         |                                                                         |                                    | Modifica les dades a Wikidata |
|        | font del Mont                 | Barcelona Vallvidrera, el Tibidabo i les Planes | font         |                                                                   | 41° 24′ 50″ N, 2° 06′ 41″ E / 41.413984°N,2.111381°E                                                                                           |                                                                         | Font del Mont                      | Modifica les dades a Wikidata |

## funicular
| imatge | Nom                      | Ubicat a                                                                     | instància de | Detalls                                    | coordenades                                        | Protecció | Commons (més fotos)      | Dades a WD                    |
| ------ | ------------------------ | ---------------------------------------------------------------------------- | ------------ | ------------------------------------------ | -------------------------------------------------- | --------- | ------------------------ | ----------------------------- |
|        | funicular de Vallvidrera | Barcelona Sarrià - Sant Gervasi Sarrià Vallvidrera, el Tibidabo i les Planes | funicular    | Arquitecte: Bonaventura Conill i Montobbio | 41° 24′ 51″ N, 2° 06′ 20″ E / 41.41417°N,2.10556°E |           | Funicular de Vallvidrera | Modifica les dades a Wikidata |
|        | funicular del Tibidabo   | Barcelona Vallvidrera, el Tibidabo i les Planes                              | funicular    | Llarg: 1.13km                              | 41° 24′ 59″ N, 2° 07′ 51″ E / 41.41639°N,2.13083°E |           | Funicular del Tibidabo   | Modifica les dades a Wikidata |

## indret
| imatge | Nom                 | Ubicat a                              | instància de | Detalls | coordenades                                              | Protecció | Commons (més fotos) | Dades a WD                    |
| ------ | ------------------- | ------------------------------------- | ------------ | ------- | -------------------------------------------------------- | --------- | ------------------- | ----------------------------- |
|        | Pedrera dels Ocells | Vallvidrera, el Tibidabo i les Planes | indret       |         | 41° 24′ 57″ N, 2° 03′ 26″ E / 41.41574167°N,2.05733611°E |           | Pedrera dels Ocells | Modifica les dades a Wikidata |
|        | desert de Sarrià    | Sarrià                                | indret       |         | 41° 24′ 13″ N, 2° 06′ 55″ E / 41.4036°N,2.1152°E         |           | Desert de Sarrià    | Modifica les dades a Wikidata |

## jardí públic
| imatge | Nom                          | Ubicat a        | instància de | Detalls                                            | coordenades                                                                                                | Protecció | Commons (més fotos)          | Dades a WD                    |
| ------ | ---------------------------- | --------------- | ------------ | -------------------------------------------------- | --- | --------- | ---------------------------- | ----------------------------- |
|        | Jardins de Can Sentmenat     | Sarrià          | jardí públic | Estil: historicisme arquitectònic                  | 41° 24′ 10″ N, 2° 06′ 53″ E / 41.4027°N,2.114813°E ca:Can Caralleu, 6-14 i Desert, 1-9                     |           | Jardins de Can Sentmenat     | Modifica les dades a Wikidata |
|        | Jardins de Joan Vinyoli      | Sarrià          | jardí públic | 1990s Anomenat per: Joan Vinyoli i Pladevall       | 41° 23′ 35″ N, 2° 07′ 44″ E / 41.393166666667°N,2.1288055555556°E ca:Pg. Sant Joan Bosco, 39               |           | Jardins de Joan Vinyoli      | Modifica les dades a Wikidata |
|        | Jardins de Vil·la Amèlia     | Sarrià          | jardí públic | 1970                                               | 41° 23′ 34″ N, 2° 07′ 22″ E / 41.39275°N,2.12266944°E ca:Eduardo Conde, 8-20 ca:Santa Amèlia, 2 bis        |           | Jardins de la Vil·la Amèlia  | Modifica les dades a Wikidata |
|        | Jardins de Vil·la Cecília    | Sarrià          | jardí públic | 1986 Superfície: 1.2ha                             | 41° 23′ 37″ N, 2° 07′ 18″ E / 41.393543°N,2.121723°E ca:Santa Amèlia, 1-25 ca:Eduard Conde, 22-42          |           | Jardins de la Vil·la Cecília | Modifica les dades a Wikidata |
|        | jardins de Winston Churchill | les Tres Torres | jardí públic | Superfície: 0.07ha Anomenat per: Winston Churchill | 41° 23′ 51″ N, 2° 07′ 57″ E / 41.397512°N,2.132477°E ca: Via Augusta, 257 / Ronda del General Mitre, 69-71 |           | Jardins de Winston Churchill | Modifica les dades a Wikidata |

## masia
| imatge | Nom                                             | Ubicat a                                                                | instància de                             | Detalls                                                  | coordenades                                                                                                   | Protecció                                                               | Commons (més fotos)                             | Dades a WD                    |
| ------ | ----------------------------------------------- | ----------------------------------------------------------------------- | ---------------------------------------- | -------------------------------------------------------- | --- | ----------------------------------------------------------------------- | ----------------------------------------------- | ----------------------------- |
|        | Ca n'Estisora                                   | Vallvidrera, el Tibidabo i les Planes                                   | masia                                    | Estil: arquitectura popular                              | 41° 25′ 17″ N, 2° 06′ 40″ E / 41.421527°N,2.111076°E ca:Camí de ca n'Estisora                                 | bé integrant del patrimoni cultural català                              | Ca n'Estisora                                   | Modifica les dades a Wikidata |
|        | Cal Nazari                                      | Barcelona Vallvidrera, el Tibidabo i les Planes                         | masia                                    | Estil: arquitectura popular 18th century                 | 41° 24′ 45″ N, 2° 05′ 54″ E / 41.41256°N,2.0984°E ca:C. Pelfort, 39                                           | bé integrant del patrimoni cultural català                              | Cal Nazari (Barcelona)                          | Modifica les dades a Wikidata |
|        | Cal Setze                                       | Sarrià                                                                  | masia                                    | Estat: enderrocat o destruït                             | 41° 23′ 47″ N, 2° 07′ 23″ E / 41.396415°N,2.122917°E ca:Oriol Mestres, 1 i Bonaplata, 31                      |                                                                         | Cal Setze                                       | Modifica les dades a Wikidata |
|        | Cal Totxo                                       | Barcelona Vallvidrera, el Tibidabo i les Planes                         | masia                                    | Estil: arquitectura popular 20th century                 | 41° 25′ 18″ N, 2° 06′ 56″ E / 41.42168°N,2.11566°E ca:Camí de Sant Cugat, 25                                  | bé integrant del patrimoni cultural català                              | Cal Totxo (Barcelona)                           | Modifica les dades a Wikidata |
|        | Can Balasc                                      | Vallvidrera, el Tibidabo i les Planes                                   | masia                                    | Estil: arquitectura popular 16th century                 | 41° 25′ 48″ N, 2° 04′ 41″ E / 41.430069°N,2.078084°E ca:Camí de Can Balasc 242 msnm                           | bé integrant del patrimoni cultural català                              | Can Balasc (Collserola)                         | Modifica les dades a Wikidata |
|        | Can Basseda                                     | Barcelona Vallvidrera, el Tibidabo i les Planes                         | masia                                    |                                                          | 41° 25′ 08″ N, 2° 06′ 33″ E / 41.4188944961039°N,2.10905285135744°E                                           |                                                                         | Can Basseda                                     | Modifica les dades a Wikidata |
|        | Can Cabassa                                     | Barcelona Vallvidrera, el Tibidabo i les Planes                         | masia                                    | Estil: arquitectura popular                              | 41° 24′ 47″ N, 2° 05′ 57″ E / 41.412985°N,2.09905°E                                                           | bé integrant del patrimoni cultural català                              | Can Cabassa (Barcelona)                         | Modifica les dades a Wikidata |
|        | Can Calopa de Dalt                              | Vallvidrera, el Tibidabo i les Planes                                   | masia                                    | Estil: arquitectura popular                              | 41° 25′ 45″ N, 2° 03′ 41″ E / 41.429251°N,2.061507°E ca:Ctra. de Santa Creu d'Olorda, 449-529                 | bé integrant del patrimoni cultural català bé amb protecció urbanística | Can Calopa de Dalt                              | Modifica les dades a Wikidata |
|        | Can Canut                                       | Barcelona Sarrià                                                        | masia                                    | Estil: arquitectura popular Estat: enderrocat o destruït | | bé integrant del patrimoni cultural català                              |                                                 | Modifica les dades a Wikidata |
|        | Can Castellví                                   | Barcelona Vallvidrera, el Tibidabo i les Planes                         | masia                                    | Estil: arquitectura popular                              | 41° 25′ 13″ N, 2° 04′ 54″ E / 41.420297°N,2.081785°E                                                          | bé integrant del patrimoni cultural català                              | Can Castellví                                   | Modifica les dades a Wikidata |
|        | Can Climent                                     | Barcelona Vallvidrera, el Tibidabo i les Planes                         | masia                                    |                                                          | 41° 25′ 32″ N, 2° 05′ 19″ E / 41.4256711750301°N,2.08874705868179°E                                           |                                                                         |                                                 | Modifica les dades a Wikidata |
|        | Can Llevallol                                   | Vallvidrera, el Tibidabo i les Planes                                   | masia                                    | Estil: arquitectura popular                              | 41° 24′ 38″ N, 2° 05′ 35″ E / 41.410474°N,2.093145°E ca:Camí de Can Llavallol                                 | bé integrant del patrimoni cultural català bé amb protecció urbanística | Can Llevallol                                   | Modifica les dades a Wikidata |
|        | Can Mallol                                      | Sant Feliu de Llobregat Barcelona Vallvidrera, el Tibidabo i les Planes | masia                                    |                                                          | 41° 25′ 07″ N, 2° 04′ 14″ E / 41.4185457149529°N,2.07065802957809°E                                           |                                                                         |                                                 | Modifica les dades a Wikidata |
|        | Can Mandó                                       | Barcelona Vallvidrera, el Tibidabo i les Planes                         | masia                                    | Estil: arquitectura popular                              | 41° 25′ 13″ N, 2° 06′ 48″ E / 41.420239°N,2.11335°E                                                           | bé integrant del patrimoni cultural català                              | Can Mandó                                       | Modifica les dades a Wikidata |
|        | Can Mestres                                     | Sarrià                                                                  | masia                                    | Estil: arquitectura popular                              | 41° 24′ 24″ N, 2° 06′ 50″ E / 41.406628°N,2.114004°E ca:Av. Vallvidrera, 25-47                                | bé cultural d'interès local                                             | Can Mestres                                     | Modifica les dades a Wikidata |
|        | Can Negre                                       | Barcelona Sarrià - Sant Gervasi les Tres Torres                         | masia                                    | Estat: enderrocat o destruït                             | 41° 23′ 34″ N, 2° 07′ 54″ E / 41.392758°N,2.131639°E ca:Av.Sarrià - Rda. del General Mitre                    |                                                                         |                                                 | Modifica les dades a Wikidata |
|        | Can Negre                                       | les Tres Torres                                                         | masia                                    | Estat: enderrocat o destruït                             | 41° 23′ 36″ N, 2° 07′ 52″ E / 41.3933063617573°N,2.131208181381226°E                                          |                                                                         | Can Negre (Sarrià)                              | Modifica les dades a Wikidata |
|        | Can Pasqual                                     | Vallvidrera, el Tibidabo i les Planes                                   | masia                                    | Estil: arquitectura popular                              | 41° 25′ 00″ N, 2° 04′ 49″ E / 41.416633°N,2.080195°E ca:Ctra. de Vallvidrera a Sta. Creu d'Olorda             | bé integrant del patrimoni cultural català                              | Can Pasqual                                     | Modifica les dades a Wikidata |
|        | Can Pereira                                     | Barcelona Vallvidrera, el Tibidabo i les Planes                         | masia                                    |                                                          | 41° 25′ 42″ N, 2° 06′ 18″ E / 41.428302820884°N,2.104998722739°E                                              |                                                                         | Can Pereira                                     | Modifica les dades a Wikidata |
|        | Can Ponsà                                       | Barcelona Vallvidrera, el Tibidabo i les Planes                         | masia                                    | Estil: arquitectura popular                              | | bé integrant del patrimoni cultural català                              |                                                 | Modifica les dades a Wikidata |
|        | Can Prats                                       | les Tres Torres                                                         | masia                                    |                                                          | 41° 23′ 45″ N, 2° 07′ 34″ E / 41.39585494995117°N,2.1261749267578125°E ca:Pg. Sant Joan Bosco, 3              |                                                                         | Can Prats                                       | Modifica les dades a Wikidata |
|        | Can Pujades                                     | Barcelona Vallvidrera, el Tibidabo i les Planes                         | masia                                    | Estil: arquitectura popular Estat: enderrocat o destruït | | bé integrant del patrimoni cultural català                              |                                                 | Modifica les dades a Wikidata |
|        | Can Ramis                                       | Barcelona Vallvidrera, el Tibidabo i les Planes                         | masia                                    | Estil: arquitectura popular Estat: enderrocat o destruït | | bé integrant del patrimoni cultural català                              |                                                 | Modifica les dades a Wikidata |
|        | Can Raspall                                     | Sarrià                                                                  | masia                                    | Estil: arquitectura popular                              | 41° 23′ 29″ N, 2° 07′ 26″ E / 41.39144°N,2.12397°E ca:Pg. Manuel Girona, 35-37                                | bé cultural d'interès local                                             | Can Raspall                                     | Modifica les dades a Wikidata |
|        | Can Rectoret                                    | Vallvidrera, el Tibidabo i les Planes Barcelona                         | masia                                    | Estil: arquitectura popular 15th century Estat: ruïnós   | 41° 25′ 37″ N, 2° 05′ 33″ E / 41.42694444°N,2.0925°E                                                          | bé integrant del patrimoni cultural català                              | Cal Rectoret (Vallvidrera)                      | Modifica les dades a Wikidata |
|        | Can Senillosa                                   | Sarrià                                                                  | masia jardí públic                       | Estil: neoclassicisme                                    | 41° 23′ 42″ N, 2° 07′ 26″ E / 41.395134°N,2.123915°E ca:Fontcoberta, 9-13                                     | bé cultural d'interès local                                             | Casa Senillosa                                  | Modifica les dades a Wikidata |
|        | Can Serra                                       | Vallvidrera, el Tibidabo i les Planes                                   | masia                                    | Estat: ruïnós                                            | 41° 24′ 58″ N, 2° 03′ 35″ E / 41.416075°N,2.059816°E                                                          |                                                                         | Can Serra (Barcelona)                           | Modifica les dades a Wikidata |
|        | Can Sissí                                       | Vallvidrera, el Tibidabo i les Planes                                   | masia                                    | Estil: arquitectura popular 19th century                 | 41° 25′ 06″ N, 2° 05′ 55″ E / 41.418254°N,2.098635°E ca:Camí de la Llenega, 9 / Camí del Cama-sec, 5 260 msnm | bé integrant del patrimoni cultural català bé amb protecció urbanística | Cal Sissí                                       | Modifica les dades a Wikidata |
|        | Can Tano                                        | Barcelona Vallvidrera, el Tibidabo i les Planes                         | masia                                    | Estil: arquitectura popular                              | 41° 25′ 32″ N, 2° 07′ 06″ E / 41.425531°N,2.118247°E                                                          | bé integrant del patrimoni cultural català                              | Can Tano                                        | Modifica les dades a Wikidata |
|        | Can Xoliu                                       | Barcelona Vallvidrera, el Tibidabo i les Planes                         | masia                                    | Estil: arquitectura popular                              | 41° 25′ 14″ N, 2° 06′ 54″ E / 41.420649°N,2.114918°E                                                          | bé integrant del patrimoni cultural català                              | Can Xoliu                                       | Modifica les dades a Wikidata |
|        | Casa del Guarda                                 | Barcelona Vallvidrera, el Tibidabo i les Planes                         | masia                                    | Estil: arquitectura eclèctica                            | 41° 24′ 56″ N, 2° 05′ 49″ E / 41.4155309294992°N,2.09701349397452°E ca:Camí del Pantà, 23                     |                                                                         | Casa del Guarda del Pantà de Vallvidrera        | Modifica les dades a Wikidata |
|        | La Budellera                                    | Vallvidrera, el Tibidabo i les Planes                                   | masia                                    |                                                          | 41° 25′ 08″ N, 2° 06′ 39″ E / 41.418933°N,2.110762°E ca:Parc de la Budellera, 15-17                           | bé integrant del patrimoni cultural català bé amb protecció urbanística | Casa de la Budellera                            | Modifica les dades a Wikidata |
|        | Mas Pins                                        | Barcelona Sant Cugat del Vallès Vallvidrera, el Tibidabo i les Planes   | masia                                    |                                                          | 41° 25′ 01″ N, 2° 04′ 27″ E / 41.4169525386413°N,2.07415085757832°E                                           |                                                                         | Mas Pins                                        | Modifica les dades a Wikidata |
|        | Mas Sauró                                       | Barcelona Vallvidrera, el Tibidabo i les Planes                         | masia                                    | Estil: arquitectura popular Estat: enderrocat o destruït | 41° 24′ 56″ N, 2° 05′ 39″ E / 41.415608°N,2.094294°E                                                          | bé integrant del patrimoni cultural català                              | Mas Sauró                                       | Modifica les dades a Wikidata |
|        | Mas de l'església de Santa Maria de Vallvidrera | Vallvidrera, el Tibidabo i les Planes                                   | masia                                    | Estil: arquitectura popular                              | 41° 25′ 08″ N, 2° 05′ 58″ E / 41.418806°N,2.099427°E ca:Ctra. Església, 93 / Camí del Cama-sec, 6-12          | bé integrant del patrimoni cultural català                              | Mas de l'església de Santa Maria de Vallvidrera | Modifica les dades a Wikidata |
|        | Masia Catalana                                  | Vallvidrera, el Tibidabo i les Planes                                   | masia                                    | Estil: historicisme arquitectònic                        | 41° 25′ 20″ N, 2° 07′ 00″ E / 41.422112°N,2.116708°E ca:Camí de Cal Totxo, 22-24                              | bé integrant del patrimoni cultural català bé amb protecció urbanística | Masia Catalana (Barcelona)                      | Modifica les dades a Wikidata |
|        | Torre de Santa Margarida                        | Vallvidrera, el Tibidabo i les Planes                                   | masia capella                            | Estil: arquitectura popular Estat: en perill             | 41° 24′ 24″ N, 2° 04′ 17″ E / 41.40673°N,2.071253°E ca:Camí de la Riera de la Salut                           | bé cultural d'interès local                                             | Torre de Santa Margarida (Barcelona)            | Modifica les dades a Wikidata |
|        | Vil·la Joana                                    | Vallvidrera, el Tibidabo i les Planes                                   | masia Ús: residència creativa casa museu | Estil: arquitectura neoclàssica                          | 41° 25′ 11″ N, 2° 05′ 59″ E / 41.419755°N,2.0998°E ca:Carretera de l'Església, 104                            | bé integrant del patrimoni cultural català bé amb protecció urbanística | Vil·la Joana                                    | Modifica les dades a Wikidata |
|        | Vil·la Molitor                                  | Barcelona Vallvidrera, el Tibidabo i les Planes                         | masia                                    | Estil: modernisme català                                 | 41° 24′ 57″ N, 2° 06′ 08″ E / 41.4159671986027°N,2.10211682535061°E ca:Carrer Reis Catòlics, 36               | bé amb elements d'interès bé amb protecció urbanística                  |                                                 | Modifica les dades a Wikidata |
|        | Vil·la Rosa                                     | Barcelona Vallvidrera, el Tibidabo i les Planes                         | masia                                    | Estil: modernisme català                                 | 41° 25′ 08″ N, 2° 06′ 26″ E / 41.4187983177456°N,2.10710366378957°E ca:Carretera de l'Església, 60B-62        | bé amb elements d'interès bé amb protecció urbanística                  | Vila-rica                                       | Modifica les dades a Wikidata |
|        | el Zero                                         | Barcelona Vallvidrera, el Tibidabo i les Planes                         | masia                                    |                                                          | 41° 25′ 08″ N, 2° 06′ 23″ E / 41.4188911645343°N,2.10630065079817°E                                           |                                                                         |                                                 | Modifica les dades a Wikidata |

## mercat cobert
| imatge | Nom                       | Ubicat a        | instància de  | Detalls | coordenades | Protecció                                                               | Commons (més fotos)       | Dades a WD                    |
| ------ | ------------------------- | --------------- | ------------- | --- | --- | ----------------------------------------------------------------------- | ------------------------- | ----------------------------- |
|        | Mercat de Sarrià          | Sarrià          | mercat cobert | Arquitecte: Arnau Calvet i Peyronill Marcel·lià Coquillat i Llofriu Estil: arquitectura modernista arquitectura del ferro | 41° 24′ 00″ N, 2° 07′ 15″ E / 41.39995018073896°N,2.1207368373870854°E ca:Pg. Reina Elisenda de Montcada, 8, Pere Tarrés, 2 i Pare Miquel de Sarrià, 6-15 | bé integrant del patrimoni cultural català bé amb protecció urbanística | Mercat de Sarrià          | Modifica les dades a Wikidata |
|        | Mercat de les Tres Torres | les Tres Torres | mercat cobert | | 41° 24′ 00″ N, 2° 07′ 52″ E / 41.399999°N,2.131208°E |                                                                         | Mercat de les Tres Torres | Modifica les dades a Wikidata |

## muntanya
| imatge | Nom                   | Ubicat a                                                                                      | instància de | Detalls | coordenades                                                                           | Protecció | Commons (més fotos)         | Dades a WD                    |
| ------ | --------------------- | --------------------------------------------------------------------------------------------- | ------------ | ------- | ------------------------------------------------------------------------------------- | --------- | --------------------------- | ----------------------------- |
|        | Puig d'Olorda         | Vallvidrera, el Tibidabo i les Planes Sant Feliu de Llobregat Molins de Rei                   | muntanya     |         | 41° 24′ 44″ N, 2° 03′ 18″ E / 41.4121939529°N,2.05499061251°E 450 msnm                |           | Puig d'Olorda               | Modifica les dades a Wikidata |
|        | Tibidabo              | Vallvidrera, el Tibidabo i les Planes                                                         | muntanya     |         | 41° 25′ 21″ N, 2° 07′ 07″ E / 41.4225°N,2.118611111111111°E Collserola 512 516.5 msnm |           | Tibidabo                    | Modifica les dades a Wikidata |
|        | Turó Rodó             | Vallvidrera, el Tibidabo i les Planes Sant Feliu de Llobregat                                 | muntanya     |         | 41° 24′ 11″ N, 2° 04′ 30″ E / 41.402952°N,2.074867°E 353 msnm                         |           | Turó Rodó (Collserola)      | Modifica les dades a Wikidata |
|        | Turó d'en Serra       | Barcelona Vallvidrera, el Tibidabo i les Planes                                               | muntanya     |         | 41° 25′ 06″ N, 2° 03′ 46″ E / 41.4183°N,2.06285°E 396 msnm                            |           | Turó d'en Serra (Barcelona) | Modifica les dades a Wikidata |
|        | Turó de Balasc        | Sant Cugat del Vallès Barcelona Vallvidrera, el Tibidabo i les Planes                         | muntanya     |         | 41° 25′ 56″ N, 2° 04′ 20″ E / 41.43211111°N,2.07208889°E 297 msnm                     |           | Turó d'en Balasc            | Modifica les dades a Wikidata |
|        | Turó de Can Mallol    | Barcelona Vallvidrera, el Tibidabo i les Planes Sant Feliu de Llobregat Sant Cugat del Vallès | muntanya     |         | 41° 25′ 08″ N, 2° 04′ 15″ E / 41.4189°N,2.07072°E 408.8 msnm                          |           | Turó de Can Mallol          | Modifica les dades a Wikidata |
|        | Turó de Castellví     | Barcelona Vallvidrera, el Tibidabo i les Planes                                               | muntanya     |         | 41° 25′ 05″ N, 2° 05′ 12″ E / 41.41815167°N,2.08656667°E 461 msnm                     |           | Turó de Castellví           | Modifica les dades a Wikidata |
|        | Turó de la Banya      | Vallvidrera, el Tibidabo i les Planes                                                         | muntanya     |         | 41° 25′ 35″ N, 2° 03′ 34″ E / 41.42649167°N,2.05953889°E 372.3 msnm                   |           |                             | Modifica les dades a Wikidata |
|        | Turó de la Coscollera | Sant Feliu de Llobregat Sant Just Desvern Barcelona Vallvidrera, el Tibidabo i les Planes     | muntanya     |         | 41° 24′ 10″ N, 2° 04′ 40″ E / 41.4029°N,2.0778°E 360 msnm                             |           | Turó de la Coscollera       | Modifica les dades a Wikidata |
|        | Turó de la Qüestió    | Vallvidrera, el Tibidabo i les Planes                                                         | muntanya     |         | 41° 24′ 39″ N, 2° 04′ 36″ E / 41.41083889°N,2.07665278°E 363.7 msnm                   |           | Turó de la Qüestió          | Modifica les dades a Wikidata |
|        | Turó del Puig         | Sant Cugat del Vallès Barcelona Vallvidrera, el Tibidabo i les Planes                         | muntanya     |         | 41° 25′ 42″ N, 2° 06′ 34″ E / 41.42841389°N,2.10948333°E 476 msnm                     |           | Turó del Puig (Barcelona)   | Modifica les dades a Wikidata |
|        | Turó del Xai          | Vallvidrera, el Tibidabo i les Planes                                                         | muntanya     |         | 41° 25′ 32″ N, 2° 03′ 38″ E / 41.4255°N,2.06057°E 366.5 msnm                          |           |                             | Modifica les dades a Wikidata |

## obra escultòrica
| imatge | Nom                                                | Ubicat a                                        | instància de                                     | Detalls                                                        | coordenades                                                                                                   | Protecció                                            | Commons (més fotos)                                 | Dades a WD                    |
| ------ | -------------------------------------------------- | ----------------------------------------------- | ------------------------------------------------ | -------------------------------------------------------------- | --- | ---------------------------------------------------- | --------------------------------------------------- | ----------------------------- |
|        | A                                                  | Barcelona Sarrià                                | obra escultòrica                                 | Creador: Emili Armengol i Abril                                | 41° 24′ 05″ N, 2° 06′ 46″ E / 41.40137°N,2.11277°E ca:Major de Can Caralleu, 1-7                              | art públic de Barcelona                              | A (Emili Armengol)                                  | Modifica les dades a Wikidata |
|        | A Alexandre Cirici                                 | Barcelona Sarrià                                | obra escultòrica                                 |                                                                | 41° 23′ 38″ N, 2° 07′ 15″ E / 41.3938°N,2.12072°E                                                             | art públic de Barcelona                              |                                                     | Modifica les dades a Wikidata |
|        | A Antoni Gaudí                                     | Sarrià                                          | obra escultòrica                                 | Creador: Joaquim Camps i Giralt 1999-11-13                     | 41° 23′ 31″ N, 2° 07′ 39″ E / 41.392°N,2.127415°E ca:Pg. Manuel Girona, 55-61                                 | art públic de Barcelona                              | A Antoni Gaudí                                      | Modifica les dades a Wikidata |
|        | A Pere Castelló                                    | Barcelona Sarrià - Sant Gervasi les Tres Torres | obra escultòrica                                 |                                                                | 41° 23′ 31″ N, 2° 08′ 08″ E / 41.39204°N,2.13557°E ca:Borí i Fontestà. Jardins de Pere Castelló               | art públic de Barcelona                              | A Pere Castelló (Barcelona)                         | Modifica les dades a Wikidata |
|        | Al Doctor Andreu                                   | Vallvidrera, el Tibidabo i les Planes           | obra escultòrica                                 | Creador: Eusebi Arnau i Mascort Maria Llimona i Benet          | 41° 25′ 30″ N, 2° 07′ 12″ E / 41.425083°N,2.120034°E                                                          | art públic de Barcelona                              | Al Doctor Andreu                                    | Modifica les dades a Wikidata |
|        | Al General Artigas                                 | Barcelona Sarrià                                | obra escultòrica                                 |                                                                | 41° 24′ 00″ N, 2° 06′ 50″ E / 41.39998°N,2.11385°E                                                            | art públic de Barcelona                              | Al General Artigas                                  | Modifica les dades a Wikidata |
|        | Al II aniversari de la República                   | Vallvidrera, el Tibidabo i les Planes           | obra escultòrica                                 |                                                                | 41° 25′ 27″ N, 2° 07′ 11″ E / 41.424119°N,2.119585°E                                                          | art públic de Barcelona                              | Al II aniversari de la República (Àngel Tarrach)    | Modifica les dades a Wikidata |
|        | Alba                                               | Barcelona les Tres Torres                       | obra escultòrica                                 | Creador: Martí Llauradó i Mariscot 2010                        | 41° 23′ 41″ N, 2° 07′ 52″ E / 41.3947°N,2.1311°E Sarrià - Sant Gervasi                                        | art públic de Barcelona                              | Alba (Martí Llauradó)                               | Modifica les dades a Wikidata |
|        | Albula V                                           | Vallvidrera, el Tibidabo i les Planes           | obra escultòrica                                 |                                                                | 41° 25′ 11″ N, 2° 06′ 01″ E / 41.41975°N,2.10031°E                                                            | art públic de Barcelona                              | Albula V                                            | Modifica les dades a Wikidata |
|        | Al·legoria de l'astronomia                         | Barcelona Vallvidrera, el Tibidabo i les Planes | obra escultòrica                                 | Creador: Rafael Atché i Ferré                                  | 41° 25′ 06″ N, 2° 07′ 27″ E / 41.418353°N,2.12428°E                                                           | art públic de Barcelona                              |                                                     | Modifica les dades a Wikidata |
|        | Banyant-se                                         | Barcelona Sarrià - Sant Gervasi Sarrià          | obra escultòrica                                 | Estat: enderrocat o destruït                                   | Jardins de Vil·la Amèlia                                                                                      | art públic de Barcelona                              |                                                     | Modifica les dades a Wikidata |
|        | Cérvols                                            | Vallvidrera, el Tibidabo i les Planes           | obra escultòrica                                 |                                                                | 41° 25′ 19″ N, 2° 05′ 53″ E / 41.42202°N,2.09794°E                                                            | art públic de Barcelona                              |                                                     | Modifica les dades a Wikidata |
|        | Discòbol                                           | Barcelona les Tres Torres                       | obra escultòrica                                 | Creador: Josep Clarà i Ayats                                   | 41° 24′ 00″ N, 2° 07′ 47″ E / 41.39993°N,2.12962°E                                                            | art públic de Barcelona                              | Discòbol (Josep Clarà)                              | Modifica les dades a Wikidata |
|        | Dona ajaguda                                       | Barcelona les Tres Torres                       | obra escultòrica                                 | Creador: Josep Clarà i Ayats                                   | 41° 23′ 59″ N, 2° 07′ 46″ E / 41.399785°N,2.129478°E                                                          | art públic de Barcelona                              | Dona ajaguda (Josep Clarà)                          | Modifica les dades a Wikidata |
|        | Dona asseguda                                      | Barcelona les Tres Torres                       | obra escultòrica relleu                          | Creador: Josep Clarà i Ayats                                   | 41° 23′ 59″ N, 2° 07′ 47″ E / 41.399751°N,2.129679°E                                                          | art públic de Barcelona                              | Dona asseguda I (Josep Clarà)                       | Modifica les dades a Wikidata |
|        | Dona asseguda                                      | Barcelona les Tres Torres                       | obra escultòrica                                 | Creador: Josep Clarà i Ayats                                   | 41° 23′ 59″ N, 2° 07′ 46″ E / 41.399711°N,2.129556°E                                                          | art públic de Barcelona                              | Dona asseguda II (Josep Clarà)                      | Modifica les dades a Wikidata |
|        | Dríade                                             | Barcelona Sarrià                                | obra escultòrica                                 |                                                                | 41° 23′ 34″ N, 2° 07′ 22″ E / 41.39275°N,2.12267°E                                                            | art públic de Barcelona                              | Dríade (Vil·la Amèlia)                              | Modifica les dades a Wikidata |
|        | El pelegrí                                         | Vallvidrera, el Tibidabo i les Planes           | obra escultòrica                                 |                                                                | 41° 25′ 05″ N, 2° 06′ 41″ E / 41.41796°N,2.11127°E                                                            | art públic de Barcelona                              | El pelegrí (camí de la Font de la Budellera)        | Modifica les dades a Wikidata |
|        | Els Ciutadilla                                     | Barcelona Sarrià                                | obra escultòrica                                 |                                                                | 41° 24′ 10″ N, 2° 06′ 53″ E / 41.40281°N,2.11462°E                                                            | art públic de Barcelona                              | Els Ciutadilla (Joaquim de Setmenat)                | Modifica les dades a Wikidata |
|        | Els Despujol                                       | Barcelona Sarrià                                | obra escultòrica                                 |                                                                | 41° 24′ 10″ N, 2° 06′ 52″ E / 41.40268°N,2.11456°E                                                            | art públic de Barcelona                              | Els Despujol (Joaquim de Setmenat)                  | Modifica les dades a Wikidata |
|        | Els Jordan de Urries                               | Barcelona Sarrià                                | obra escultòrica                                 |                                                                | 41° 24′ 11″ N, 2° 06′ 53″ E / 41.40314°N,2.1148°E                                                             | art públic de Barcelona                              | Els Jordan de Urries (Joaquim de Setmenat)          | Modifica les dades a Wikidata |
|        | Els Osorio                                         | Barcelona Sarrià                                | obra escultòrica                                 |                                                                | 41° 24′ 09″ N, 2° 06′ 52″ E / 41.40247°N,2.11445°E                                                            | art públic de Barcelona                              | Els Osorio (Joaquim de Setmenat)                    | Modifica les dades a Wikidata |
|        | Els Patiño                                         | Barcelona Sarrià                                | obra escultòrica                                 |                                                                | 41° 24′ 09″ N, 2° 06′ 52″ E / 41.40257°N,2.1145°E                                                             | art públic de Barcelona                              | Els Patiño (Joaquim de Setmenat)                    | Modifica les dades a Wikidata |
|        | Els Sarriera                                       | Barcelona Sarrià                                | obra escultòrica                                 |                                                                | 41° 24′ 11″ N, 2° 06′ 53″ E / 41.40304°N,2.11475°E                                                            | art públic de Barcelona                              | Els Sarriera (Joaquim de Setmenat)                  | Modifica les dades a Wikidata |
|        | Els Sentmenat                                      | Barcelona Sarrià                                | obra escultòrica                                 |                                                                | 41° 24′ 11″ N, 2° 06′ 53″ E / 41.40293°N,2.11468°E                                                            | art públic de Barcelona                              | Els Sentmenat (Joaquim de Setmenat)                 | Modifica les dades a Wikidata |
|        | Escultura al carrer Dr. Fleming, 9                 | Barcelona les Tres Torres                       | obra escultòrica                                 |                                                                | 41° 23′ 34″ N, 2° 08′ 07″ E / 41.39267349243164°N,2.1353399753570557°E ca:Dr. Fleming, 9                      |                                                      | Sculpture in carrer Dr. Fleming, 9                  | Modifica les dades a Wikidata |
|        | Escultura del Sagrat Cor del Tibidabo              | Vallvidrera, el Tibidabo i les Planes           | obra escultòrica                                 |                                                                | 41° 25′ 18″ N, 2° 07′ 08″ E / 41.42175°N,2.11901°E                                                            | art públic de Barcelona                              | Escultura del Sagrat Cor del Tibidabo               | Modifica les dades a Wikidata |
|        | Escut de Barcelona a la Font de la Budellera       | Vallvidrera, el Tibidabo i les Planes           | obra escultòrica                                 | Creador: Antoni Tàpies i Puig                                  | 41° 25′ 10″ N, 2° 06′ 45″ E / 41.41942°N,2.1125°E                                                             | art públic de Barcelona                              | Escut de Barcelona a la Font de la Budellera        | Modifica les dades a Wikidata |
|        | FFGC Estació Sarrià. Cosmologia catalana           | Barcelona Sarrià - Sant Gervasi Sarrià          | obra escultòrica                                 |                                                                | 41° 23′ 55″ N, 2° 07′ 30″ E / 41.398663°N,2.124979°E Estació de Sarrià                                        | art públic de Barcelona                              | Cosmologia catalana (Estació de Sarrià)             | Modifica les dades a Wikidata |
|        | Font del parc de l'Oreneta                         | Barcelona Sarrià - Sant Gervasi Sarrià          | obra escultòrica                                 |                                                                | Parc del Castell de l'Oreneta                                                                                 | art públic de Barcelona                              | Font del parc de l'Oreneta                          | Modifica les dades a Wikidata |
|        | Joventut                                           | Barcelona les Tres Torres                       | obra escultòrica                                 | Creador: Josep Clarà i Ayats                                   | 41° 23′ 59″ N, 2° 07′ 47″ E / 41.399797°N,2.129615°E                                                          | art públic de Barcelona                              | Joventut (Biblioteca Clarà)                         | Modifica les dades a Wikidata |
|        | L'encantador de serps                              | Barcelona Sarrià                                | obra escultòrica                                 |                                                                | 41° 23′ 33″ N, 2° 07′ 21″ E / 41.39241°N,2.12259°E ca:Jardins Vil·la Amèlia                                   | art públic de Barcelona                              | L'Encantador de serps (Jardins de la Vil·la Amèlia) | Modifica les dades a Wikidata |
|        | Mitgera Mitre-Tres Torres                          | Barcelona Sarrià - Sant Gervasi les Tres Torres | obra escultòrica                                 |                                                                | 41° 23′ 46″ N, 2° 08′ 02″ E / 41.39611°N,2.13402°E                                                            | art públic de Barcelona                              | Mitgera Mitre-Tres Torres                           | Modifica les dades a Wikidata |
|        | Nu femení                                          | Barcelona les Tres Torres                       | obra escultòrica                                 | Creador: Josep Clarà i Ayats                                   | 41° 23′ 59″ N, 2° 07′ 46″ E / 41.399848°N,2.129497°E                                                          | art públic de Barcelona                              | Nu de dona (Josep Clarà)                            | Modifica les dades a Wikidata |
|        | Ofèlia ofegada                                     | Sarrià                                          | obra escultòrica                                 | Creador: Francisco López Hernández 1964 Ample: 185cm Alt: 63cm | 41° 23′ 36″ N, 2° 07′ 19″ E / 41.3932°N,2.12207°E Jardins de Vil·la Cecília                                   | art públic de Barcelona                              | Ofèlia ofegada                                      | Modifica les dades a Wikidata |
|        | Panta rei                                          | Barcelona Sarrià                                | obra escultòrica                                 |                                                                | 41° 23′ 57″ N, 2° 07′ 01″ E / 41.39912°N,2.11701°E                                                            | art públic de Barcelona                              | Panta rei (Tom Carr)                                | Modifica les dades a Wikidata |
|        | Poema de Catalunya. A J. V. Foix                   | Barcelona Sarrià                                | obra escultòrica                                 |                                                                | 41° 24′ 01″ N, 2° 07′ 22″ E / 41.40036°N,2.12272°E                                                            | art públic de Barcelona                              | Poema de Catalunya. A J. V. Foix                    | Modifica les dades a Wikidata |
|        | Pomona                                             | Barcelona Sarrià                                | obra escultòrica                                 | Creador: Josep Clarà i Ayats Estil: noucentisme                | 41° 23′ 57″ N, 2° 07′ 17″ E / 41.39917°N,2.12138°E ca:Plaça del Consell de la Vila                            | art públic de Barcelona                              | Pomona (Josep Clarà)                                | Modifica les dades a Wikidata |
|        | Porta de Sarrià                                    | Barcelona Sarrià                                | obra escultòrica                                 |                                                                | 41° 24′ 03″ N, 2° 07′ 22″ E / 41.40094°N,2.12269°E ca:Via Augusta / Pg. Bonanova                              | art públic de Barcelona                              | Porta de Sarrià                                     | Modifica les dades a Wikidata |
|        | Portes accés a la Vil·la Cecília i a Vil·la Amèlia | Barcelona Sarrià                                | obra escultòrica                                 |                                                                | 41° 23′ 36″ N, 2° 07′ 20″ E / 41.39325°N,2.12222°E                                                            | art públic de Barcelona                              | Portes accès a la Vil·la Cecília i a Vil·la Amèlia  | Modifica les dades a Wikidata |
|        | Ricardo Zamora                                     | Barcelona les Tres Torres                       | obra escultòrica                                 |                                                                | 41° 23′ 32″ N, 2° 07′ 58″ E / 41.3923°N,2.1329°E                                                              | art públic de Barcelona                              | Ricardo Zamora (Avinguda de Sarrià)                 | Modifica les dades a Wikidata |
|        | Sant Jordi                                         | Barcelona les Tres Torres                       | obra escultòrica                                 |                                                                | 41° 23′ 52″ N, 2° 07′ 55″ E / 41.39766°N,2.13203°E                                                            | art públic de Barcelona                              |                                                     | Modifica les dades a Wikidata |
|        | Sculptural Environment in Sarrià                   | Barcelona Sarrià                                | obra escultòrica                                 |                                                                | 41° 23′ 54″ N, 2° 07′ 32″ E / 41.398264°N,2.125547°E Estació de Sarrià                                        | art públic de Barcelona                              | Sculptural Environment in Sarrià (Angel Orensanz)   | Modifica les dades a Wikidata |
|        | Tomba de Carles Riba i Clementina Arderiu          | Barcelona Sarrià - Sant Gervasi les Tres Torres | obra escultòrica tomba estructura arquitectònica | Estil: noucentisme                                             | 41° 24′ 04″ N, 2° 07′ 39″ E / 41.40116882324219°N,2.1275711059570313°E ca:Camí del Cementiri de Sarrià, 10-12 | bé integrant del patrimoni cultural català           | Tomb of Carles Riba and Clementina Arderiu          | Modifica les dades a Wikidata |
|        | Tors de dona                                       | Barcelona les Tres Torres                       | obra escultòrica                                 | Creador: Josep Clarà i Ayats                                   | 41° 24′ 00″ N, 2° 07′ 47″ E / 41.399864°N,2.129685°E                                                          | art públic de Barcelona                              | Tors de dona (Josep Clarà)                          | Modifica les dades a Wikidata |
|        | font de la plaça d'Artós                           | Sarrià                                          | obra escultòrica font                            |                                                                | 41° 23′ 45″ N, 2° 07′ 31″ E / 41.39587°N,2.1253°E ca:Plaça Artós                                              | art públic de Barcelona bé amb protecció urbanística | Al municipi (Plaça Artós)                           | Modifica les dades a Wikidata |
|        | homenatge a Winston Churchill                      | les Tres Torres                                 | obra escultòrica                                 | Creador: Pep Codó i Masana                                     | 41° 23′ 51″ N, 2° 07′ 57″ E / 41.397539°N,2.132581°E jardins de Winston Churchill                             | art públic de Barcelona                              | Winston Churchill (Pep Codó)                        | Modifica les dades a Wikidata |

## parc
| imatge | Nom                           | Ubicat a                     | instància de | Detalls                                                 | coordenades                                                          | Protecció | Commons (més fotos)   | Dades a WD                    |
| ------ | ----------------------------- | ---------------------------- | ------------ | ------------------------------------------------------- | -------------------------------------------------------------------- | --------- | --------------------- | ----------------------------- |
|        | Parc del Castell de l'Oreneta | Sarrià                       | parc         | Estil: historicisme arquitectònic 1978 Superfície: 17ha | 41° 23′ 57″ N, 2° 06′ 40″ E / 41.39909°N,2.11109°E ca:Montevideo, 45 |           | Parc de l'Oreneta     | Modifica les dades a Wikidata |
|        | parc de Joan Reventós         | Sarrià - Sant Gervasi Sarrià | parc         | Superfície: 2ha Anomenat per: Joan Reventós i Carner    | 41° 24′ 07″ N, 2° 07′ 02″ E / 41.40194444°N,2.11722222°E             |           | Parc de Joan Reventós | Modifica les dades a Wikidata |

## placa commemorativa
| imatge | Nom                                    | Ubicat a                                        | instància de        | Detalls | coordenades                                                                  | Protecció               | Commons (més fotos)             | Dades a WD                    |
| ------ | -------------------------------------- | ----------------------------------------------- | ------------------- | ------- | ---------------------------------------------------------------------------- | ----------------------- | ------------------------------- | ----------------------------- |
|        | 75 Volta Ciclista                      | Barcelona Sarrià                                | placa commemorativa |         | 41° 23′ 59″ N, 2° 07′ 18″ E / 41.3997363°N,2.12162196°E plaça de Sarrià — 10 | art públic de Barcelona |                                 | Modifica les dades a Wikidata |
|        | C.P. Dolors Monserdà                   | Barcelona Sarrià                                | placa commemorativa |         | 41° 24′ 18″ N, 2° 06′ 57″ E / 41.40497156°N,2.1159437298°E                   | art públic de Barcelona |                                 | Modifica les dades a Wikidata |
|        | Camp de Sarrià RCE Espanyol            | Barcelona les Tres Torres                       | placa commemorativa |         | 41° 23′ 35″ N, 2° 08′ 02″ E / 41.39308°N,2.134°E                             | art públic de Barcelona |                                 | Modifica les dades a Wikidata |
|        | Centenari de l'ermita Tibidabo         | Barcelona Vallvidrera, el Tibidabo i les Planes | placa commemorativa |         | 41° 25′ 15″ N, 2° 07′ 14″ E / 41.42097°N,2.12054°E                           | art públic de Barcelona |                                 | Modifica les dades a Wikidata |
|        | Centenari del Funicular de Vallvidrera | Barcelona Vallvidrera, el Tibidabo i les Planes | placa commemorativa |         | 41° 24′ 51″ N, 2° 06′ 22″ E / 41.4141065°N,2.1060678°E                       | art públic de Barcelona |                                 | Modifica les dades a Wikidata |
|        | Dr. Roig i Raventos                    | Barcelona les Tres Torres                       | placa commemorativa |         | 41° 24′ 13″ N, 2° 07′ 51″ E / 41.40356°N,2.13073°E                           | art públic de Barcelona |                                 | Modifica les dades a Wikidata |
|        | Ermita Tibidabo                        | Barcelona Vallvidrera, el Tibidabo i les Planes | placa commemorativa |         | 41° 25′ 19″ N, 2° 07′ 08″ E / 41.42206°N,2.11902°E                           | art públic de Barcelona |                                 | Modifica les dades a Wikidata |
|        | Església de Sarrià                     | Barcelona Sarrià                                | placa commemorativa |         | 41° 23′ 59″ N, 2° 07′ 16″ E / 41.39981°N,2.12125°E                           | art públic de Barcelona |                                 | Modifica les dades a Wikidata |
|        | J. V. Foix                             | Barcelona Sarrià                                | placa commemorativa |         | 41° 23′ 53″ N, 2° 07′ 21″ E / 41.39803°N,2.12261°E                           | art públic de Barcelona |                                 | Modifica les dades a Wikidata |
|        | Joan Vinyoli i Pladevall               | Barcelona les Tres Torres                       | placa commemorativa |         | 41° 23′ 47″ N, 2° 07′ 44″ E / 41.39645°N,2.12888°E                           | art públic de Barcelona |                                 | Modifica les dades a Wikidata |
|        | La Caputxinada                         | Barcelona Sarrià                                | placa commemorativa |         | 41° 23′ 38″ N, 2° 07′ 13″ E / 41.39387°N,2.12027°E                           | art públic de Barcelona |                                 | Modifica les dades a Wikidata |
|        | Manuel Vázquez Montalbán               | Barcelona Vallvidrera, el Tibidabo i les Planes | placa commemorativa |         | 41° 24′ 55″ N, 2° 06′ 10″ E / 41.41523609°N,2.1028102°E                      | art públic de Barcelona |                                 | Modifica les dades a Wikidata |
|        | Pere Queraltó                          | Barcelona Sarrià                                | placa commemorativa |         | 41° 23′ 56″ N, 2° 07′ 20″ E / 41.39884°N,2.12227°E                           | art públic de Barcelona | Placa Aquí visqué Pere Queraltó | Modifica les dades a Wikidata |
|        | Plaça dels Romeus de Sant Medir        | Barcelona Sarrià                                | placa commemorativa |         | 41° 23′ 47″ N, 2° 07′ 33″ E / 41.39651°N,2.12582°E                           | art públic de Barcelona |                                 | Modifica les dades a Wikidata |
|        | Renovació Funicular de Vallvidrera     | Barcelona Vallvidrera, el Tibidabo i les Planes | placa commemorativa |         | 41° 24′ 51″ N, 2° 06′ 22″ E / 41.414132°N,2.1060946°E                        | art públic de Barcelona |                                 | Modifica les dades a Wikidata |
|        | Sant Joan Bosco                        | les Tres Torres                                 | placa commemorativa |         | 41° 23′ 45″ N, 2° 07′ 34″ E / 41.39571°N,2.1262°E Can Prats                  | art públic de Barcelona |                                 | Modifica les dades a Wikidata |

## plaça
| imatge | Nom                          | Ubicat a         | instància de       | Detalls                        | coordenades                                                           | Protecció | Commons (més fotos)            | Dades a WD                    |
| ------ | ---------------------------- | ---------------- | ------------------ | ------------------------------ | --------------------------------------------------------------------- | --------- | ------------------------------ | ----------------------------- |
|        | Jardins de Dorotea Chopitea  | Sarrià           | plaça              |                                | 41° 23′ 44″ N, 2° 07′ 33″ E / 41.395425°N,2.125838°E                  |           | Jardins de Dorotea Chopitea    | Modifica les dades a Wikidata |
|        | plaça d'Artós                | Sarrià           | plaça              |                                | 41° 23′ 45″ N, 2° 07′ 32″ E / 41.395747°N,2.125516°E                  |           | Plaça d'Artós                  | Modifica les dades a Wikidata |
|        | plaça de Sant Gaietà         | Sarrià Barcelona | plaça              | Anomenat per: Gaietà de Thiene | 41° 24′ 01″ N, 2° 07′ 13″ E / 41.40019758018273°N,2.120273417630334°E |           |                                | Modifica les dades a Wikidata |
|        | plaça de Sant Vicenç         | Sarrià           | plaça conjunt urbà |                                | 41° 23′ 51″ N, 2° 07′ 27″ E / 41.39738082885742°N,2.124073028564453°E |           | Plaça de Sant Vicenç de Sarrià | Modifica les dades a Wikidata |
|        | plaça de Sarrià              | Sarrià           | plaça              |                                | 41° 24′ 00″ N, 2° 07′ 19″ E / 41.40013°N,2.12196°E                    |           | Plaça de Sarrià                | Modifica les dades a Wikidata |
|        | plaça del Consell de la Vila | Sarrià Barcelona | plaça              |                                | 41° 23′ 57″ N, 2° 07′ 18″ E / 41.39928519039459°N,2.121592324572479°E |           | Plaça del Consell de la Vila   | Modifica les dades a Wikidata |

## serra
| imatge | Nom                 | Ubicat a                                                                                         | instància de | Detalls | coordenades                                                         | Protecció | Commons (més fotos) | Dades a WD                    |
| ------ | ------------------- | ------------------------------------------------------------------------------------------------ | ------------ | ------- | ------------------------------------------------------------------- | --------- | ------------------- | ----------------------------- |
|        | Serra d'en Margenat | Barcelona Vallvidrera, el Tibidabo i les Planes Sarrià                                           | serra        |         | 41° 24′ 45″ N, 2° 06′ 50″ E / 41.4126°N,2.11391°E 379.2 msnm        |           | Serra d'en Margenat | Modifica les dades a Wikidata |
|        | Serra de Vilana     | Barcelona Sarrià - Sant Gervasi Sant Gervasi - la Bonanova Vallvidrera, el Tibidabo i les Planes | serra        |         | 41° 24′ 45″ N, 2° 07′ 10″ E / 41.41244167°N,2.11953056°E 441.1 msnm |           | Serra de Vilana     | Modifica les dades a Wikidata |

## torre d'aigua
| imatge | Nom                             | Ubicat a                              | instància de  | Detalls                                                                   | coordenades | Protecció                    | Commons (més fotos)             | Dades a WD                    |
| ------ | ------------------------------- | ------------------------------------- | ------------- | ------------------------------------------------------------------------- | --- | ---------------------------- | ------------------------------- | ----------------------------- |
|        | torre d'aigües                  | Barcelona Sarrià                      | torre d'aigua | Estil: arquitectura eclèctica                                             | 41° 24′ 05″ N, 2° 07′ 22″ E / 41.40139389038086°N,2.122720956802368°E ca:Carrer Carrasco i Formiguera, 7 / Via Augusta, 356 | bé amb protecció urbanística |                                 | Modifica les dades a Wikidata |
|        | torre de les Aigües de Dos Rius | Vallvidrera, el Tibidabo i les Planes | torre d'aigua | Arquitecte: Josep Amargós i Samaranch Estil: arquitectura industrial 1902 | 41° 25′ 22″ N, 2° 07′ 09″ E / 41.422808°N,2.119258°E ca:Carretera de Vallvidrera al Tibidabo, 107, Barcelona 511 msnm       | bé cultural d'interès local  | Torre de les Aigües de Dos Rius | Modifica les dades a Wikidata |

## Misc
| imatge | Nom                                               | Ubicat a | instància de                                                          | Detalls | coordenades | Protecció                                                               | Commons (més fotos)                                         | Dades a WD                    |
| ------ | ------------------------------------------------- | --- | --------------------------------------------------------------------- | --- | --- | ----------------------------------------------------------------------- | ----------------------------------------------------------- | ----------------------------- |
|        | Biblioteca Almirall                               | Barcelona Sarrià - Sant Gervasi Vallvidrera, el Tibidabo i les Planes                                                                          | edifici administratiu casa                                            | Estil: arquitectura neoclàssica | 41° 25′ 10″ N, 2° 07′ 04″ E / 41.419456481933594°N,2.117661952972412°E ca:Camí de Vallvidrera al Tibidabo, 43                                              | bé amb elements d'interès bé amb protecció urbanística                  |                                                             | Modifica les dades a Wikidata |
|        | Casa de la Vila de Sarrià                         | Sarrià | seu del govern local                                                  | Arquitecte: Francesc Mariné i Martorell Estil: arquitectura eclèctica | 41° 23′ 57″ N, 2° 07′ 17″ E / 41.399079°N,2.121379°E ca:Pl. Consell de la Vila, 7 i Negrevernís, 1                                                         | bé cultural d'interès local                                             | Casa de la Vila de Sarrià                                   | Modifica les dades a Wikidata |
|        | Casa rectoral de Sant Vicenç de Sarrià            | Barcelona Sarrià | rectoria                                                              | Arquitecte: Marcel·lià Coquillat i Llofriu Estil: noucentisme | 41° 23′ 58″ N, 2° 07′ 16″ E / 41.399439141851°N,2.1210318803787236°E ca:Rector Voltà, 5                                                                    | bé amb elements d'interès bé amb protecció urbanística                  |                                                             | Modifica les dades a Wikidata |
|        | Clínica Corachan                                  | Barcelona les Tres Torres | hospital                                                              | 1921-05-19 | 41° 23′ 38″ N, 2° 07′ 48″ E / 41.3939°N,2.1300666666666666°E ca:carrer Buïgas, 19                                                                          | bé integrant del patrimoni cultural català                              | Clínica Corachan                                            | Modifica les dades a Wikidata |
|        | Edificis originals de les atraccions del Tibidabo | Vallvidrera, el Tibidabo i les Planes | atracció                                                              | | 41° 25′ 18″ N, 2° 07′ 12″ E / 41.421751°N,2.120044°E | bé cultural d'interès local                                             | Parc d'Atraccions del Tibidabo original rides and buildings | Modifica les dades a Wikidata |
|        | Escala-Passatge                                   | Sarrià - Sant Gervasi Sarrià | passatge escala                                                       | | 41° 24′ 27″ N, 2° 07′ 14″ E / 41.4075779754756°N,2.12054855794282°E                                                                                        | bé amb protecció urbanística                                            | Escala-Passatge                                             | Modifica les dades a Wikidata |
|        | Eucaliptus del Parc de l'Oreneta                  | Sarrià | arbre singular                                                        | Taxon: eucaliptus blau (Eucalyptus globulus) | 41° 23′ 52″ N, 2° 06′ 41″ E / 41.397777777778°N,2.1113888888889°E Parc del Castell de l'Oreneta                                                            | arbre d'interès local                                                   | Eucaliptus del Parc de l'Oreneta                            | Modifica les dades a Wikidata |
|        | Mentora Alsina                                    | Vallvidrera, el Tibidabo i les Planes | laboratori edifici                                                    | 1907 | 41° 25′ 14″ N, 2° 07′ 19″ E / 41.420607°N,2.121958°E |                                                                         | Mentora Alsina                                              | Modifica les dades a Wikidata |
|        | Mina Grott                                        | Barcelona Vallvidrera, el Tibidabo i les Planes                                                                                                | túnel                                                                 | Estil: arquitectura popular 19th century | 41° 24′ 55″ N, 2° 05′ 52″ E / 41.41527778°N,2.09777778°E                                                                                                   |                                                                         | Mina Grott                                                  | Modifica les dades a Wikidata |
|        | Monestir de Sant Pere de les Puel·les             | Sarrià | abadia benedictina monestir                                           | Arquitecte: Antoni Robert i Morera Salvador Vinyals i Sabaté Estil: historicisme arquitectònic | 41° 24′ 10″ N, 2° 07′ 22″ E / 41.40287688475921°N,2.12289109754525°E ca:Anglí, 55, Margenat, 26-40, Carrasco i Formiguera, 16-22 i Dolors Montserdà, 31-43 | bé amb protecció urbanística                                            | Monestir de Sant Pere de les Puel·les (Sarrià)              | Modifica les dades a Wikidata |
|        | Museu d'Autòmats                                  | Barcelona Vallvidrera, el Tibidabo i les Planes                                                                                                | museu                                                                 | 1901 | 41° 25′ 20″ N, 2° 07′ 12″ E / 41.42216819436595°N,2.1200729999924146°E Parc d'atraccions Tibidabo                                                          |                                                                         |                                                             | Modifica les dades a Wikidata |
|        | Observatori Fabra                                 | Vallvidrera, el Tibidabo i les Planes | observatori astronòmic telescopi doble                                | Arquitecte: Josep Domènech i Estapà Estil: arquitectura modernista Anomenat per: Camil Fabra i Fontanills | 41° 25′ 06″ N, 2° 07′ 27″ E / 41.418409°N,2.124047°E ca:Ctra. Observatori Fabra, 27 415 msnm                                                               | bé cultural d'interès nacional                                          | Fabra Observatory                                           | Modifica les dades a Wikidata |
|        | Panteó Mumbrú                                     | Barcelona les Tres Torres | mausoleu estructura arquitectònica                                    | Estil: historicisme arquitectònic | 41° 24′ 03″ N, 2° 07′ 38″ E / 41.40090560913086°N,2.1271400451660156°E ca:Camí del Cementiri de Sarrià, 10-12                                              |                                                                         | Panteó Mumbrú                                               | Modifica les dades a Wikidata |
|        | Parc d'atraccions Tibidabo                        | Vallvidrera, el Tibidabo i les Planes | parc d'atraccions                                                     | 1901-10-29 | 41° 25′ 18″ N, 2° 07′ 12″ E / 41.421751°N,2.120044°E ca:Pl. Tibidabo, 1-4 / Ctra. Vallvidrera al Tibidabo, 55-65 / Colònia del Tibidabo, 2-6               |                                                                         | Parc d'Atraccions del Tibidabo                              | Modifica les dades a Wikidata |
|        | Passeig de Sant Joan Bosco                        | Sarrià les Tres Torres | passeig                                                               | | 41° 23′ 40″ N, 2° 07′ 39″ E / 41.394434732999045°N,2.1275143997325685°E                                                                                    |                                                                         | Passeig de Sant Joan Bosco                                  | Modifica les dades a Wikidata |
|        | Teatre de Sarrià                                  | Barcelona Sarrià | teatre                                                                | Estil: noucentisme | 41° 24′ 01″ N, 2° 07′ 13″ E / 41.40041°N,2.12032°E ca:Carrer Pare Miquel de Sarrià, 8                                                                      | bé amb elements d'interès bé amb protecció urbanística                  | Teatre de Sarrià                                            | Modifica les dades a Wikidata |
|        | Temple Expiatori del Sagrat Cor                   | Vallvidrera, el Tibidabo i les Planes | església parroquial catòlica temple expiatori basílica menor santuari | Arquitecte: Enric Sagnier i Villavecchia Josep Maria Sagnier i Vidal-Ribas Creador: Frederic Marès i Deulovol Josep Miret i Llopart Estil: neogòtic arquitectura neobizantina Llarg: 70m Ample: 60m Anomenat per: Sagrat Cor de Jesús | 41° 25′ 19″ N, 2° 07′ 08″ E / 41.422075°N,2.11886111°E ca:Ctra. Vallvidrera al Tibidabo, 111-117 i Pl. Tibidabo 520 msnm                                   | bé integrant del patrimoni cultural català bé amb protecció urbanística | Temple Expiatori del Sagrat Cor                             | Modifica les dades a Wikidata |
|        | Torre de Can Ponsich                              | Sarrià | torre de sentinella                                                   | | 41° 23′ 50″ N, 2° 07′ 08″ E / 41.39724640675547°N,2.11896904123062°E ca:Domínguez Miralles, 11-19 / Enric Giménez, 20-26                                   |                                                                         | Casa Ponsich, Gothic revival tower                          | Modifica les dades a Wikidata |
|        | Torre de Collserola                               | Sarrià - Sant Gervasi Vallvidrera, el Tibidabo i les Planes                                                                                    | torre de televisió                                                    | Arquitecte: Norman Robert Foster 1991 Alt: 288.4m Superfície: 5800m² | 41° 25′ 02″ N, 2° 06′ 51″ E / 41.41722222222222°N,2.1141666666666667°E ca:Camí de Vallvidrera al Tibidabo                                                  | bé integrant del patrimoni cultural català                              | Torre de Collserola                                         | Modifica les dades a Wikidata |
|        | Torre dels Marquesos de Sentmenat                 | Sarrià | mansió                                                                | Estil: historicisme arquitectònic | 41° 24′ 10″ N, 2° 06′ 52″ E / 41.402823°N,2.114377°E Jardins de Can Sentmenat                                                                              | bé cultural d'interès local                                             | Palau dels Marquesos de Sentmenat                           | Modifica les dades a Wikidata |
|        | Turó de Can Pasqual                               | Barcelona Vallvidrera, el Tibidabo i les Planes                                                                                                | vèrtex geodèsic                                                       | Alt: 1.2m | 41° 24′ 55″ N, 2° 04′ 54″ E / 41.415284°N,2.081604°E 469.907 msnm                                                                                          |                                                                         |                                                             | Modifica les dades a Wikidata |
|        | Túnels de Vallvidrera                             | Sant Cugat del Vallès Barcelona Sarrià - Sant Gervasi Sarrià Vallvidrera, el Tibidabo i les Planes                                             | túnel de carretera                                                    | | 41° 25′ 48″ N, 2° 05′ 03″ E / 41.43°N,2.08416667°E |                                                                         | Túnels de Vallvidrera                                       | Modifica les dades a Wikidata |
|        | capella de les Germanes Carmelites de Sant Josep  | Sarrià | capella                                                               | Arquitecte: Jordi Bonet i Armengol | 41° 23′ 49″ N, 2° 07′ 01″ E / 41.39682754967798°N,2.116852998733521°E                                                                                      |                                                                         |                                                             | Modifica les dades a Wikidata |
|        | carretera de les Aigües                           | Barcelona Vallvidrera, el Tibidabo i les Planes Pedralbes Sarrià Sant Gervasi - la Bonanova Vallcarca i els Penitents Sant Genís dels Agudells | carretera                                                             | Llarg: 10km | 41° 24′ 24″ N, 2° 06′ 33″ E / 41.40666667°N,2.10916667°E                                                                                                   |                                                                         | Passeig de les Aigües                                       | Modifica les dades a Wikidata |
|        | castell d'Olorda                                  | Barcelona Vallvidrera, el Tibidabo i les Planes                                                                                                | castell                                                               | Estil: arquitectura gòtica | 41° 24′ 58″ N, 2° 03′ 28″ E / 41.416167°N,2.057778°E ca:Ctra. de Santa Creu d'Olorda a Sarrià, km. 6,300                                                   | bé d'interès cultural bé cultural d'interès nacional                    | Santa Creu d'Olorda Castillo de Olorda                      | Modifica les dades a Wikidata |
|        | cementiri de Sarrià                               | les Tres Torres | cementiri                                                             | Arquitecte: Francesc Renart i Arús Estil: arquitectura neoclàssica 1849 | 41° 24′ 04″ N, 2° 07′ 38″ E / 41.401025°N,2.127244°E ca:Camí del Cementiri de Sarrià, 10-12 i Doctor Roux, 104 bis                                         | bé amb protecció urbanística                                            | Sarriá Cemetery                                             | Modifica les dades a Wikidata |
|        | forn del Turó de Castellví                        | Barcelona Sarrià - Sant Gervasi Vallvidrera, el Tibidabo i les Planes                                                                          | forn                                                                  | Estil: arquitectura popular | Turó de Castellví | bé integrant del patrimoni cultural català                              |                                                             | Modifica les dades a Wikidata |
|        | les Planes                                        | Vallvidrera, el Tibidabo i les Planes Sant Cugat del Vallès                                                                                    | nucli de població                                                     | | 41° 25′ 38″ N, 2° 05′ 37″ E / 41.427289°N,2.093568°E |                                                                         | Les Planes (Sarrià-Sant Gervasi)                            | Modifica les dades a Wikidata |
|        | olivera del Parc de l'Oreneta                     | Barcelona Sarrià | arbre commemoratiu                                                    | Taxon: olivera (Olea europaea) | 41° 23′ 54″ N, 2° 06′ 49″ E / 41.398368°N,2.1135°E Parc del Castell de l'Oreneta                                                                           | art públic de Barcelona                                                 | Olivera del Parc de l'Oreneta                               | Modifica les dades a Wikidata |
|        | pantà de Vallvidrera                              | Barcelona Vallvidrera, el Tibidabo i les Planes                                                                                                | embassament                                                           | Superfície: 0.778ha Volum: 0.018hm³ Conca: 1.35km² | 41° 24′ 53″ N, 2° 05′ 52″ E / 41.41486111°N,2.09777778°E ca:Camí del Pantà, 23                                                                             |                                                                         | Pantà de Vallvidrera                                        | Modifica les dades a Wikidata |
|        | pont del Passeig de la Reina Elisenda de Montcada | Barcelona Sarrià | pont                                                                  | 1907 | 41° 23′ 55″ N, 2° 07′ 07″ E / 41.39853777212824°N,2.118644714355469°E                                                                                      |                                                                         | Pont del passeig de la Reina Elisenda de Montcada           | Modifica les dades a Wikidata |
|        | porta i tanca de la Finca Miralles                | Sarrià | porta tanca                                                           | Arquitecte: Antoni Gaudí i Cornet Estil: modernisme català 1901 | 41° 23′ 31″ N, 2° 07′ 39″ E / 41.392005°N,2.127468°E ca:Pg. Manuel Girona, 55 bis                                                                          | bé d'interès cultural bé cultural d'interès nacional                    | Portal Miralles                                             | Modifica les dades a Wikidata |
|        | presa de Vallvidrera                              | Barcelona Vallvidrera, el Tibidabo i les Planes                                                                                                | presa de gravetat Ús: regadiu aigua potable                           | Arquitecte: Elies Rogent i Amat Llarg: 50m Alt: 15m | 41° 24′ 53″ N, 2° 05′ 52″ E / 41.414861111111°N,2.0977805555556°E                                                                                          |                                                                         | Pantà de Vallvidrera                                        | Modifica les dades a Wikidata |
|        | vitrall de la Casa Galve                          | Sarrià - Sant Gervasi Sarrià | vitrall                                                               | Estil: modernisme 1928 | 41° 23′ 54″ N, 2° 07′ 29″ E / 41.398305555556°N,2.1246944444444°E ca:carrer Jaume Piquet, 23-25                                                            |                                                                         | Vitrall de la Casa Galve                                    | Modifica les dades a Wikidata |